# 大跃进
大躍進是于1957年底至1961年初發生在中華人民共和國的一场政治及社会运动。以中國共產黨中央委員會主席毛澤東為首的中国共产党高層發動了「大躍進」運動，1957年11月13日《人民日报》发表社论，提出了“大跃进”的口号，并于1958年在中国大陆全面展开。该运动属于“三面红旗”之一，試圖利用本土勞動力和群眾熱情，在工業和農業上盲目追求脫離現實的「躍進」: 大放農業「衛星」、鋼產量追求「超英趕美」、全民大煉鋼、人民公社化运动等等。
大躍進運動使得中国大陆大量勞動力被調去大煉鋼以致农业生产的不足，打乱了经济秩序，国民经济比例严重失调。与此同时，土法炼钢所生产的钢合格率低下，大量资源遭過度開發、嚴重破壞及浪费，生态环境恶化。大跃进运动还使得整個中國陷入大量不良風氣，人民公社刮起“共产风”，高指标引发“浮夸风”，导致贪污腐化、官員欺上瞞下，大量人民因此餓死或在暴力事件中丧生。大跃进最终酿成1958-1962年的大饥荒，据多方估计有约1500万至5500万人因此非正常死亡。此外，大跃进期间对生态环境的破坏以及水库的粗制滥造，直接或间接导致了1975年8月河南驻马店爆发的历史上最严重人为技术灾难之一“河南“75·8”水库溃坝”，以及1983年陕西省的安康特大洪灾等。
大跃进同時招致中共黨内外大量的质疑声音，并遭到农民的抵制，苏联对人民公社的质疑也加深了两国嫌隙。中共党内的意见分歧甚至分裂集中反映在1959年庐山会议期间的“彭德怀反党集团”事件上，时任国务院副总理兼国防部长彭德怀元帅因在与会期间批评大跃进政策而遭到毛泽东整肃，支持彭德怀意见的中共元老人物黄克诚、张闻天、周小舟受到牵连，全国范围内超300万中共干部和相关人士以“反右倾”而被整肃，造成“跃进”在政策上并未及时刹车，进一步助长了“跃进”风潮；而领会毛泽东意图的另一位元帅林彪此后在政治上崛起。
1961年1月，面对大跃进所造成的严重后果，中共八届九中全会正式决定实行调整国民经济的“八字方针”，大跃进运动结束。而后在1962年初的“七千人大会”上，“三面红旗”的指导地位下降，时任中国国家主席刘少奇等人对大跃进等政策的批评引起中共党主席毛泽东的不满，毛泽东与共产党内领导集体出现分歧，毛泽东一度居于权力二线，最终促使毛泽东于1963年发起四清运动和于1966年发动文化大革命。

## 历史背景
1950年代期间，在苏联给予技术援助的情况下，中国开始实行土地分配和国营工业化。1950年代中期，中国整体情况似乎开始稳定。朝鲜半岛以及越南方面的战争已不再构成威胁；1956社会主义改造已经完成，1957年發展國民經濟的第一個五年計劃完成。资本家财产已在“三反五反运动”及之后被新的中国政府所徵收。此外，通过镇反运动、反右运动等一系列运动，国民党在大陆地区的残余势力也已经几乎完全被消灭，而被指反對共產黨統治的人也大多已遭监禁或整肃。

### “冒进”与“反冒进”

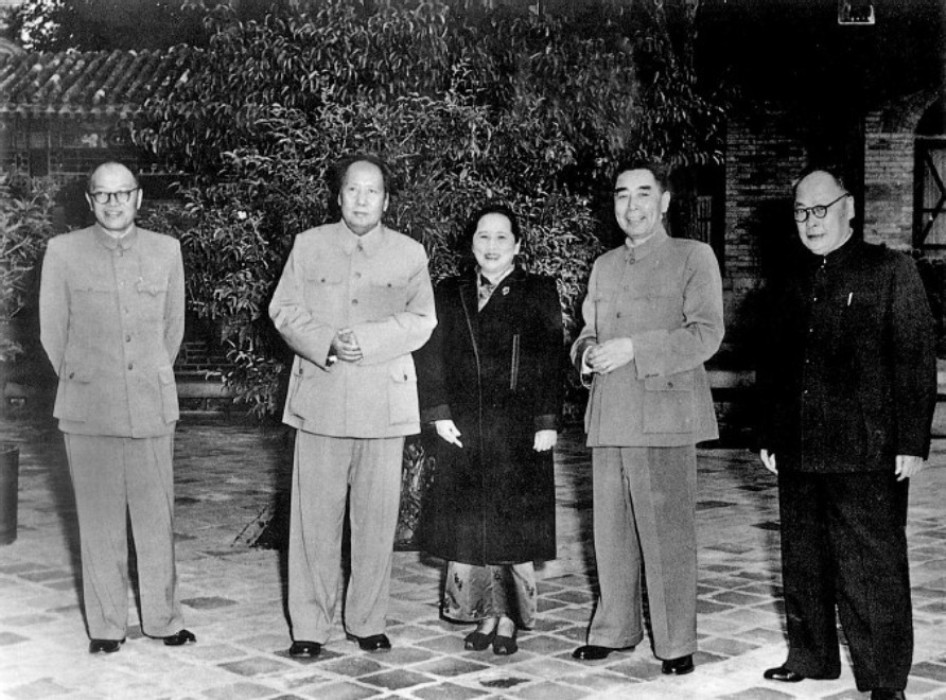
从左至右：张闻天、毛泽东、宋庆龄、周恩来、陈毅（1956年10月于北京中南海）

在1956年1月召開之知識分子會議上，毛澤東概括出兩種領導方法：一為又多、又快、又好、又省；一為又少、又慢、又差、又費；多快好省作為一個方針，成為毛澤東批評右傾保守、批評“反冒進”之主要武器:295。
1957年大陆国民经济发展取得一定程度提高，财政收支增长，取得平衡还有结余。归还前一年向银行透支款6亿，还增拨给银行信贷资金9亿元。货币流通量比上年降低4.5亿。基本达到财政、物资、信贷平衡，市场趋于稳定。工农业产值较上年增长10%，超过计划4.1%。农业产值增加了20亿元，但未能达到计划的4.9%的增长率。粮食只达到3700亿斤（不含大豆），比计划低出120亿斤，但仍比上年增加50亿斤。1957年被认为是建国以后效果最好的年份之一。
毛泽东本人则从1957年工业发展速度（10%）不及上年（31%），农业未能达到计划出发，得出结论：1956年反冒进反错了，在经济和政治上都产生了不良后果——1957年9月至10月的中共八届三中全会上，毛泽东对1956年的反冒进提出了批评。他说：1956年经济文化有了一个很大的跃进，可是有些同志低估了成绩，夸大了缺点，说冒进了，吹起了一股风，把多快好省、农业纲要四十条、“促进会”几个东西都吹掉了，影响了今年的经济建设特别是农业的进展，给群众泼了凉水。他申明：多快好省、四十条、促进会必须恢复。此外还提出“我们是不是可以把苏联走过的弯路避开，比苏联搞的速度更要快一点，比苏联的质量更要好一点？应当争取这个可能。” 毛泽东则在后来说，1958年的劲头，开始于三中全会。在周恩来于八大二次会议上被“痛快淋漓”地批过之后，反冒进的另一主要人物刘少奇也噤若寒蝉，自问“我们比主席，总是差一大截”从而在58年中力追毛的脚步大搞跃进。

## 运动經過

### “大跃进”的发动

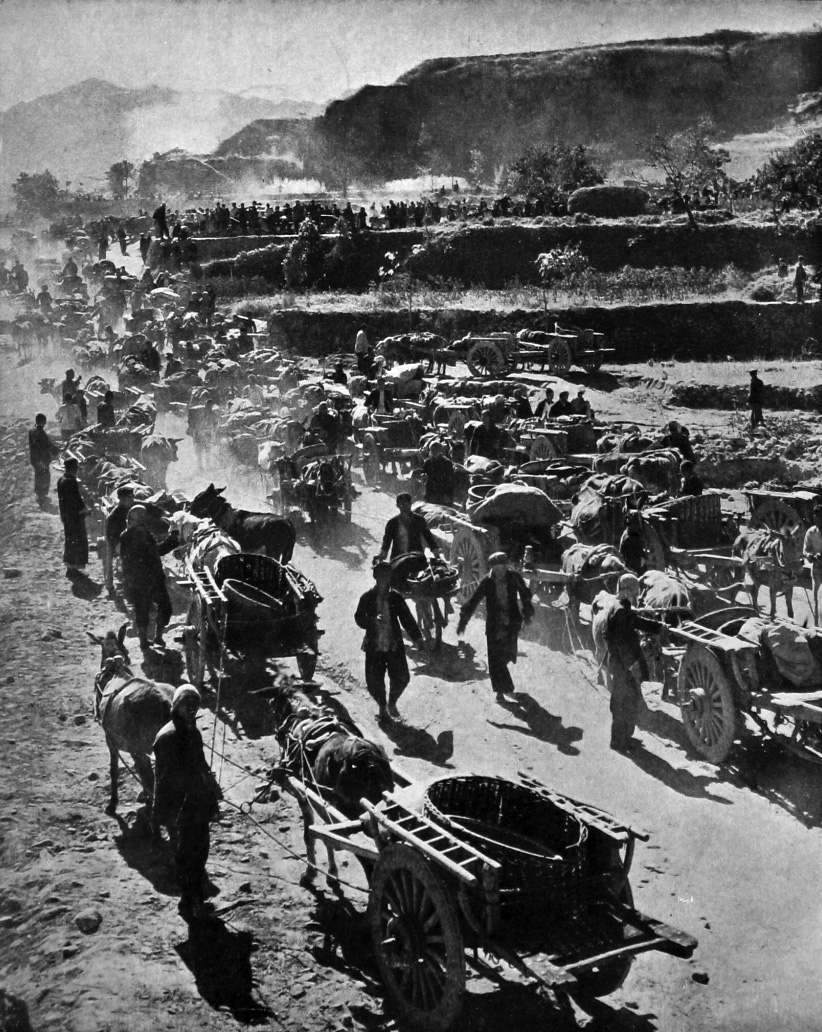
1957年10月，河南安阳通往钢铁基地的矿车。

1957年“反右整风”中，1956年冒进引起的经济和民众生活紧张局面遭到颇多批评，最尖锐者如张奚若、陈铭枢批评毛泽东和共产党“好大喜功，急功近利，鄙视既往，迷信将来”。然而这种言论被以毛泽东为首的中共当局视为“资产阶级右派向党进攻”，所以中共对社会批评言论进行了批驳，中共中央副主席、国务院总理周恩来在1957年6月26日一届人大四次会议的政府工作报告上批驳了1956年全面冒进了的观点，也表示不同意“1957年又全面冒退了”的说法。他在肯定1956年成绩时，使用了1956年“采取了跃进的步骤”、“有了一个跃进的发展”的说法，这是中共最初使用“跃进”一词。对此，毛泽东1958年5月17日在八大二次会议时还赞扬说：去年6月，周恩来同志在人大会议上的报告很好，“以无产阶级战士的姿态向资产阶级宣战。”
1957年11月13日，《人民日报》正式提出「大躍進」口號。在社論中指出“在农业合作化后我们就有条件也有必要在生产战线上来一个大的跃进”，号召农民群众掀起一场“新的生产高潮，争取一九五八年的丰收”，鼓励各地将干部下放到农村，从事一线生产。周恩来将这篇社论介绍给毛泽东，说谭震林他们提出了一个“大跃进”的口号，周恩來说这个提法很好，毛泽东读后也很欣赏。第一次杭州會議開於1957年12月16日至12月18日，據毛澤東1958年2月18日在中共中央政治局擴大會議上講話稱無結果而散:297-298。第二次杭州會議開於1958年1月3日至1月4日，有周恩來參加；毛澤東兩次講話，著重講領導經濟建設之方法問題，政治與業務問題，敵我與人民內部兩類矛盾問題，以及不斷革命、技術革命等；並再次批評反冒進，還第一次點名批評主张“反冒进”的周恩來等人:297-298。

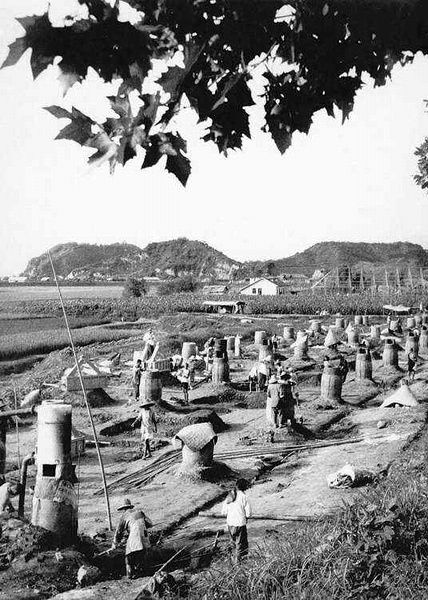
土法炼钢（1958年）

1958年初，毛澤東連續主持召開幾次會議，批評“反冒進”，發動「大躍進」；1月11日至1月22日，毛澤東在南寧主持召開中共中央工作會議:142。1月19日，毛澤東單獨與周恩來談話；接著開全體大會，次日凌晨1時結束；周恩來和劉少奇都在會上發言，反省反冒進之責任:304。1月21日，毛澤東在南寧會議上作總結講話，主要講工作方法六十條，形成正式文件時，題名《工作方法六十條（草案）》:305。1月28日，毛澤東在中南海頤年堂召集最高國務會議第十四次會議，毛澤東主持會議:311。2月18日，中共中央政治局擴大會議在頤年堂召開，毛澤東認為：會議「實際上是中央內部的整風」:316。3月9日至3月26日，毛澤東召開成都會議，毛澤東插話：十年或稍多一點時間趕上英國，二十年或稍多一點時間趕上美國，那就自由了，主動了；4月1日至4月9日，毛澤東召開武漢會議:336-339。4月27日至4月29日，毛澤東召開廣州會議，討論工業問題:341-342。5月5日-23日，中共八屆二次會議在北京中南海懷仁堂召开，劉少奇代表中央委員會作工作報告，確認毛澤東1957年在中共八屆三中全會上提出「在整個過渡時期，也就是說，在社會主義社會建成以前，無產階級同資產階級的鬥爭，社會主義道路同資本主義道路的鬥爭，始終是我國內部的主要矛盾」，通過中共全國代表大會正式改變八大一次會議關於國內社會主要矛盾之正確論斷；為後來發生之階級鬥爭嚴重擴大化之錯誤，提供理論依據:342-344。中共八大二次会议通过党的“鼓足干劲、力争上游、多快好省地建设社会主义”的总路线，通过十五年趕上和超过英国的目标，通过提前五年完成全国农业发展纲要，还通过「苦干三年，基本改变面貌」等口号:350。全国“大跃进”已经進入高潮:350。
1958年5月25日，毛泽东给参加政治局会议的同志信中写道：“重看1957年11月13日人民日报社论，觉得有味，主题明确，气度从容，分析正确，任务清楚。官方媒体上，以‘跃进’一词代替‘冒进’一词从此篇起。” 8月7日，毛澤東說：看來人民公社是個好名字，包括工農兵學商，管理生產，管理生活，管理政權:356。8月17日至8月30日，毛澤東在北戴河主持召開中共中央政治局擴大會議:356-366。北戴河會議作出決定，一是一九五八年鋼產量一千零七十萬噸，比一九五七年翻一番；二是在農村建立人民公社:366。與此同時，在全國農村立即出現一個人民公社化運動高潮，完全突破毛澤東在北戴河會議上講先做試點之範圍，突破毛澤東關於明年春天實現公社化之規劃；其來勢之迅猛，遠超當年之農業合作化運動；到9月底，百分之九十以上之農戶加入人民公社；全國成立23,000多個公社，平均每社近4,800戶，還出現以縣為單位之人民公社或縣聯社；人民公社取代高級農業生產合作社，成為中國農村唯一之生產組織，同時又具有基層政權之社會管理職能:366-367。

### 超英趕美与大炼钢铁

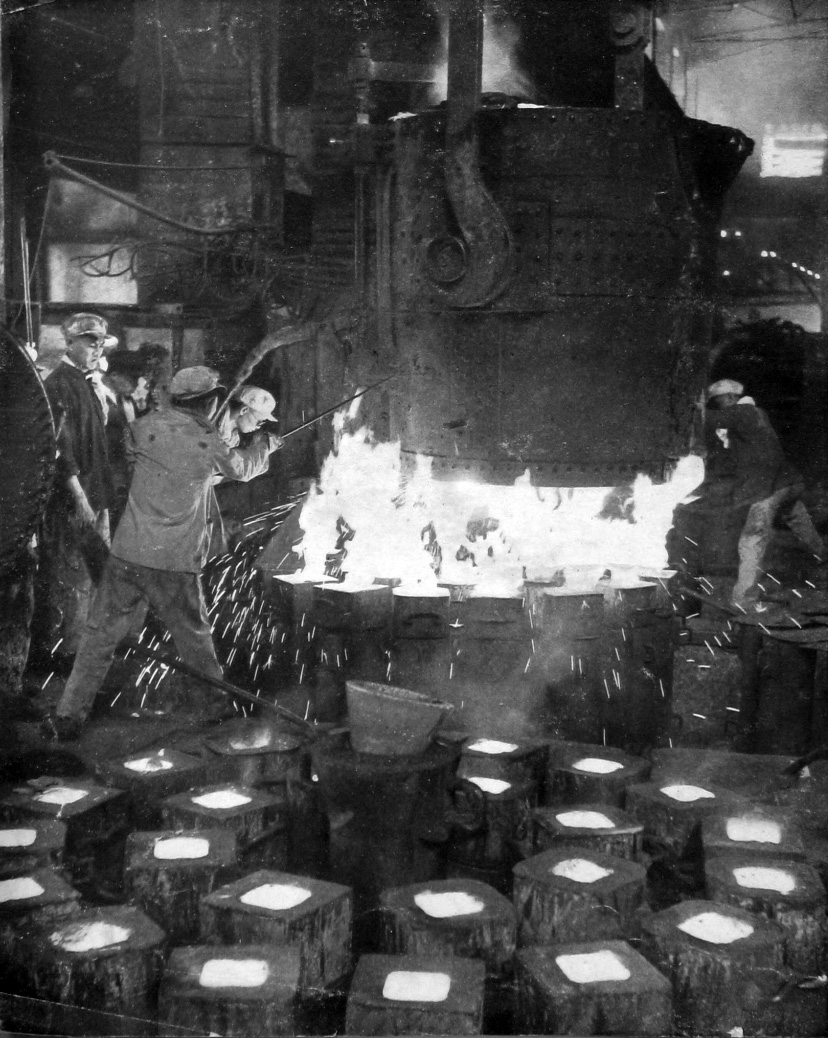
原标题：“为了超额完成一〇七〇万吨钢！”（湖北省黄石市大冶钢厂拍摄）

1957年11月，各国共产党和工人党领导人雲集莫斯科，召开庆祝十月革命40周年大会，中共中央主席、国家主席毛泽东也率团前往。在庆祝大会上，苏共中央第一书记赫鲁晓夫在报告中提出通过和平竞赛，在“今后15年内不仅赶上并且超过美国”的目标。苏联的行动口号使得毛泽东深受启发，在18日的会议上提出了中国5年后钢产量达到1000万到1500万吨，15年后赶上或者超过英国的行动口号。1957年12月2日，中共中央副主席、全国人大常委会委员长刘少奇在中国工会第八次全国代表大会的祝词中首次在国内公开宣布15年赶上或者超过英国的目标：“15年后，苏联队工农业在最重要的产品的产量方面可能赶上或者超过美国，我们应当争取在同一时期，在钢铁和其他重要工业产品的产量方面赶上或者超过英国。那样，社会主义世界就将把帝国主义国家远远抛在后面”。12月8日，毛澤東在北京中南海頤年堂召集各民主黨派負責人和無黨派人士座談，介紹莫斯科會議情況，同時向他們通報關於在十五年內趕超英國之設想:291-292。
1958年2月3日，薄一波向全国人大作关于1958年国民经济计划的报告，提出1958年钢产量指标为624.8万吨，比1957年增长17％。4月14日，国家经委汇总各地上报的钢产量指标，上报1958年计划为711万吨。3月20日，冶金工业部部长王鹤寿向中共中央和毛泽东作报告，提出1962年钢产量可以达到1500万吨，十年超过英国、再有十年赶上美国“是比较现实的设想”。王鹤寿的报告受到毛泽东高度重视，号召其他部门要向冶金部学习。毛泽东全盘接受了王鹤寿的十年超英、二十年赶美的观点，4月15日在《介绍一个合作社》一文中宣布：“我国在工农业生产方面赶上资本主义大国，可能不需要从前所想的那样长的时间了。”不过为了“留余地”，毛泽东在党内信件中表示“十五年赶上英国”的口号不变。

1958年5月，中共八大二次会议通過了第二個五年計劃，并且制定了“鼓足幹勁、力爭上游、多快好省地建設社會主義”的總路線。李富春提出1962年钢产量3000万吨，7年赶上英国、15年赶上美国的计划。王鹤寿发言论证这一计划的可行性，认为1959年可以达到1200万吨，1962年3000万吨，1967年7000万吨，1972年1.2亿吨，5年可以超过英国，15年赶上美国。5月18日，毛泽东在《卑贱者最聪明，高贵者最愚蠢》的批语中，采纳李富春等人的意见，尽管稍做保留，仍明确提出：“七年赶上英国，再加八年或者十年赶上美国。” 八大二次会议肯定了当时全国出现的“大跃进”形势，调整了“二五”计划指标，钢产量由1200万吨提高到3000万吨，粮食从5000亿斤上升到7000亿斤。提出要使中国在15年或更短的时间内，在主要工业产品产量方面在十年內超过英国、十五年內赶美國（所謂「超英趕美」）。从此，“大跃进”在中国大陆全面展开。农业要“以粮为纲”，要求5年、3年甚至1-2年达到12年发展纲要规定的指标。工业则“以钢为纲”，将赶超英国的目标缩短为7年、5年以至到6月份毛泽东签字的报告定为“两年超过英国”。 1958年中开始推行的“全民办工业”，使得大量农村劳动力被调离农业生产，1958年全国投入各类“小、土、群”工业生产的农村劳动力最多时达到6千万人以上。

原注解：“鞍钢第二炼钢厂6号平炉的炼钢工人，为了提前完成1958年生产450万吨钢的生产任务，实干巧干，创造了4分半钟装一炉料的新成绩。”

1958年8月17日至30日，中共中央政治局在北戴河舉行擴大會議，提出的鋼產量要比1957年增加一倍達到1070萬噸，同时決定在農村建立人民公社。会后全国形成了全民大炼铁和人民公社化的高潮。1958年底，鋼產量調整較1957年翻一番，提出“以鋼為綱”的口號，號召全民煉鋼。在农村，也修建了土法的炼钢炉，企图在田间炼钢铁。很多人把家里的锅子，铁器等金属都捐献出来煉钢铁，但由於技術不合規格，只是煉出大量的廢鐵，造成極大的浪費，並對環境造成極大污染。1958年9月，安徽省委書記曾希聖向毛澤東當場展示了土高爐土法煉鋼煉出的鋼錠。毛因此鼓勵全國用土高爐土法煉鋼。煉鋼需要鐵礦、焦炭、燃料等材料。由於鐵礦不足，於是全民不下田耕作，全都上山採礦，使糧食產量大減。由於燃料不足，只好上山伐林，把一座又一座青山砍得光光，引發日後的天災，所以這些天災都是屬於人為的。有報導稱，廣州增城的掛綠荔枝樹在此劫中大部分被砍去了，而且建造高爐的建築材料不足，甚至把文物建築拆了，把磚塊拿去建爐，還說文物也要為煉鋼服務。水库项目在全国范围内展开，大量基建项目纷纷上马。至1958年底，“大炼钢铁”运动投入的农村劳动力达到9千万人。

### 人民公社化运动与浮夸风

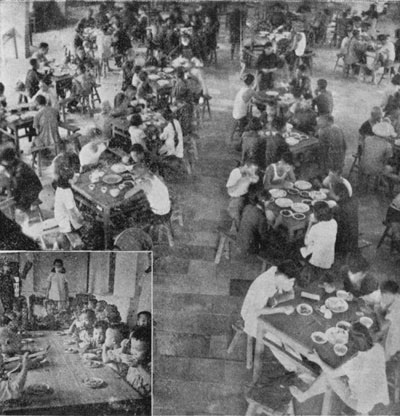
1958年下半年起，大多数人民公社社员开始在公共食堂裡免费吃饭，俗称吃“大锅饭”。该政策实施过程中出现了过度消耗和粮食浪费，成为导致大饥荒的重要原因之一。

1958年5月5日至23日，中共八大二次会议在北京举行，毛泽东号召大家要破除迷信，解放思想，发扬敢想、敢说、敢干的精神。会后，全国各条战线掀起了“大跃进”的高潮，同时各行各业都出现“浮夸风”。6月8日，《人民日报》开始登载农业“放卫星”浮夸报道，大跃进运动放出第一颗亩产“卫星”：河南省遂平县卫星农业社5亩小麦，平均亩产达到2105斤。 此后《人民日报》经常报道某某公社农业“放卫星”。8月27日， 《人民日报》刊登文章《人有多大胆，地有多大产》。当月，中共中央政治局北戴河会议上，中共中央政治局估计1958年中国的粮食产量可以达到6000至7000亿斤，比1957年增产60%至90%，后来又加码到7500亿斤（而实际上当年的粮食产量只有4000亿斤）。1958年10月，毛两个月前直接视察过的新立村报出了天大的数字：“亩产12万斤。”
以1957年曾获亩产千斤粮食帅旗的四川省郫县为例，该县在当年提出“学麻城，赶孝感”的口号，在大面积丰产上要“元帅升帐”，同时在发射高产“卫星”中也要在四川领先。从收早稻开始，与附近的新繁县竞争，发射一个比一个大的“卫星”。为了开展发射水稻“卫星”的竞赛，他们专门在城关北街十字口竖立一个长十几米，宽数米的“卫星发射台”。每次发射一颗高产“卫星”，就使用一个装饰性的彩色水稻牌悬挂在“卫星台”上，象征“卫星”升起了。水稻牌的大小会随着产量的高低而变化。随后，“卫星台”上的水稻牌越来越多，越来越大。当年，全县共发射水稻“卫星”41个。8月26日，该县犀浦乡第一农业社居然出现亩产稻谷4万多斤“大卫星”。验收上报的总产量为45262.8斤，平均亩产45217斤，超过安徽省繁昌县东方红三社的水稻大“卫星”2187斤，超过实收总产量26000—27000斤，超过当地水稻正常单位面积产量的77－88倍。实际情况却是当地工作人员趁在晚上田间灯光较弱，人多手多，校收人员难于察觉的情况下进行偷梁换柱：
1. 将移栽日期比实际移栽期提早一个月，虚报为7月13日，隐瞒移栽水稻已半吊黄熟重要情节。
2. 从其他田收打进仓的黄谷秘密运到验收现场，冒充“卫星田”稻谷过秤。
3. 将一箩重复称一次、二次甚至三次，称为“转转秤”[77]。

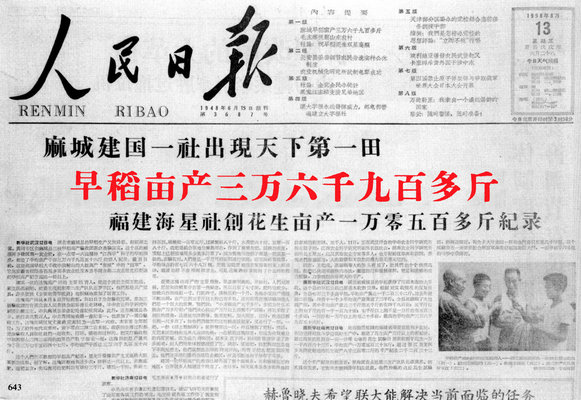
1958年8月13日，《人民日报》於頭版報導湖北省麻城建國公社出现“天下第一田”，創出早稻畝產36956斤的「紀錄」。

《人民日报》和新华社的虚假新闻也充斥报纸的各大版面，农业高产“卫星”层出不穷。仅1958年8月1日到9月5日止，《人民日报》经常在一版显著地位用特号字（有时套红）登出粮食高产“卫星”。先是夏收小麦创高产的新闻：
6月8日，河南遂平卫星公社5 亩小麦平均亩产2015斤；
6月9日，湖北谷城乐民公社亩产2357斤；湖北襄阳，700万亩小麦亩产1500--2000斤；
6月11日，河北魏县六座楼公社，亩产2394斤；
6月12日，河南遂平卫星公社亩产3530斤；

6月15日，一版头条眉题：丰收凯歌震天响  亿万人民笑开颜  主题：河南小麦产量跃增一倍多  副题：“观潮派”“算帐派”应及时猛省了
6月16日，湖北谷城，4353斤；
6月18日，河南商丘双楼公社，4412斤；
6月21日，河南辉县田庄公社，4535斤；
6月23日，湖北谷城先锋公社，4689斤；
6月30日，河北安国，5103斤；
7月12日，河南西平，7320斤；
9月22日，青海省柴达木盆地海拨2797米的赛什克农场第一生产队亩产8585斤6两，成为当年小麦亩产最高

秋收开始，《人民日报》又开始报道早稻亩产的高产卫星，开始新一轮浮夸竞赛：
7月12日，福建闽侯城门乡公社，3275斤；
7月18日，福建闽侯连板公社5806斤；
7月26日，江西波阳，9195斤；
7月31日，湖北应城春光公社，10597斤；
8月1日，湖北孝感长风公社，15361斤；
8月10日，安徽枞阳高峰公社，16227斤；
8月13日，湖北麻城建国公社，36956斤；
8月22日，安徽繁昌，43075斤9两；
9月5日，广东北部山区连县，60437斤

在大跃进过程中，这种虚报产量的事比比皆是。其中最著名的是河北徐水县，号称一年收获粮食12亿斤。1958年8月11日的《人民日报》上发表了署名康濯的通讯报道，报道中说1958年8月4日毛泽东对当地进行了视察。毛泽东高兴地说：
你们全县31万多人口，怎么能吃得完那么多粮食啊？你们粮食多了怎么办啊？……要考虑怎么吃粮食呢！……农业社员们自己多吃嘛！一天吃五顿也行嘛！
1958年9月初，刘少奇到他的“共产主义试点公社”河北省徐水县视察，当他听到有人说，给山药灌狗肉汤，亩产可以收120万斤时，即说：
“那么做真有效果吗？哈哈！你们可以养狗啊！狗很容易繁殖嘛！”

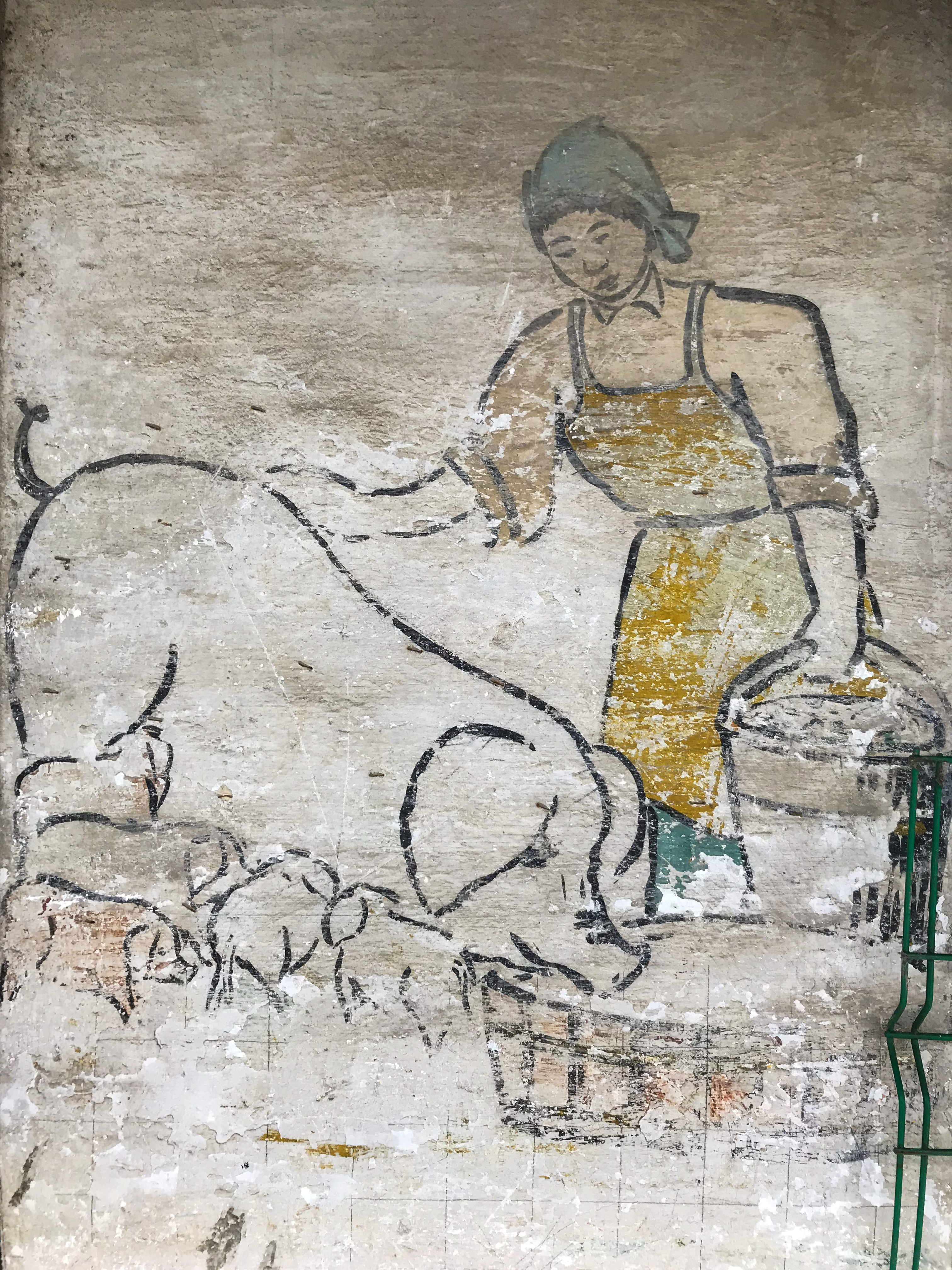
位于上海市浦东新区新场镇坦东村连南的大跃进时期宣传画（1960年）

实际上，1957年徐水的粮食亩产才刚刚138斤，其中夏粮亩产仅有70斤。不過，从1958年开始，毛泽东也開始对“浮夸风”表现出了一定的怀疑。1958年秋，很多地方宣佈人民公社為全民所有制，並且搞「向共產主義過渡」之試點；河北省徐水縣率先成立全縣範圍之特大型公社，號稱實現全縣「全民所有制」，並提出「向共產主義過渡」，引來不少人參觀；毛澤東曾經派人去徐水了解過，發現不少問題；為進一步弄清情況，他決定親自到河北看一看:9。11月2日至11月10日，毛澤東在鄭州主持召開中央工作會議，後來被稱作「第一次鄭州會議」:12。11月8日，《十五年社會主義建設綱要四十條（草案）》送毛澤東審閱，他略有修改，交鄧小平閱辦:17。另一個文件毛澤東改過兩遍，把文件名為《鄭州會議關於人民公社若干問題的決議（草案）》:19。在1958年11月的《关于社会主义商品生产问题》一文中，毛泽东说：
|                                                                                | 提倡实事求是，不要谎报，不要把别人的猪报成自己的，不要把三百斤麦子报成四百斤。今年的九千亿斤粮食，最多是七千四百亿斤，把七千四百亿斤当数，其余一千六百亿斤当作谎报，比较妥当。人民是骗不了的。过去的战报，谎报战绩只能欺骗人民，欺骗不了敌人，敌人看了好笑。有真必有假，真真假假搞不清。偃师县原想瞒产，以多报少，也有的以少报多。《人民日报》最好要冷静一点。要把解决工作方法问题，当成重点，党的领导，群众路线，实事求是。” |
| ——《关于社会主义商品生产问题》(一九五八年十一月九日、十日). 毛泽东文集，第七卷 | |

在他1959年4月29日的《党内通信》中，毛泽东说：

包产一定要落实。根本不要管上级规定的那一套指标。不管这些，只管现实可能性。例如，去年亩产实际只有三百斤的，今年能增产一百斤、二百斤，也就很好了。吹上八百斤、一千斤、一千二百斤，甚至更多，吹牛而已，实在办不到，有何益处呢？又例如，去年亩产五百斤的，今年增加二百斤、三百斤，也就算成绩很大了。再增上去，就一般说，不可能的。 
……
同现在流行的一些高调比较起来，我在这里唱的是低调，意在真正调动积极性，达到增产的目的。如果事实不是我讲的那样低，而达到了较高的目的，我变为保守主义者，那就谢天谢地，不胜光荣之至。 

过分虚高的高产量也引起怀疑，然而在全国享有很高声望的物理学家钱学森却在1958年6月16日的《中国青年报》上撰文宣称：“土地所能给人们的粮食产量碰顶了吗？科学的计算告诉人们：还远得很！”“把每年射到一亩地上的太阳光能的30%作为植物可以利用的部分，而植物利用这些太阳光能把空气裡的二氧化碳和水分制造成自己的养料，供给自己发育、生长结实，再把其中的五分之一算是可吃的粮食，那么稻麦每年的亩产量就不仅仅是现在的两千多斤或三千多斤，而是两千多斤的20多倍！” 此外，钱学森曾在《人民日报》（1958年4月29日）、《知识就是力量》（1959年第5期）等报刊杂志上发文迎合大跃进，尝试用科学论证此次运动中“高指标”、“浮夸风”等目标的可行性，对大跃进产生了推波助澜的影响。据前中共中央组织部常务副部长李锐回忆，1958年12月他问毛泽东怎么会相信那些卫星产量时，毛泽东回答说是看了钱学森的文章才相信的。依照这种虛假報道制定的国家徵收粮食额度严重超出实际产量，連農民的口糧也被徵收用于填補差額，直接加重农民与基层干部之间矛盾，成为了导致后来灾荒的主要原因。

### 党内矛盾凸显

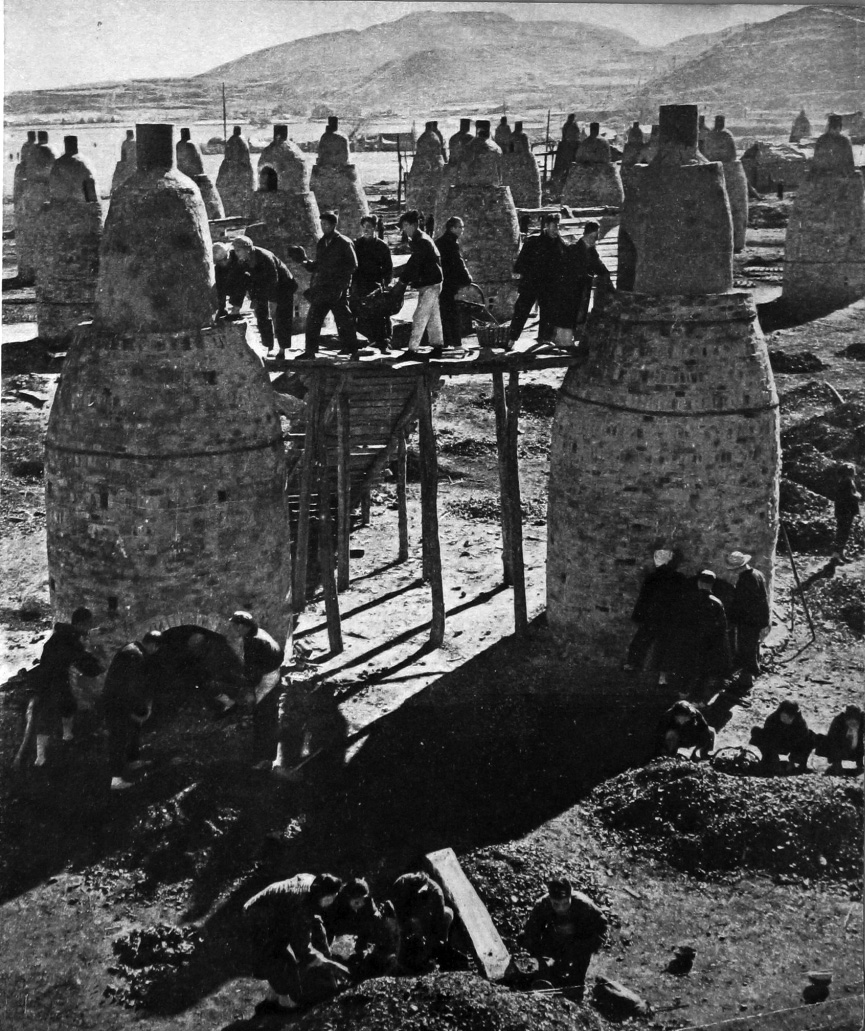
1958年10月中旬拍摄的土高炉。原始注解为：“英雄的河南省人民，在全党全民大办钢铁的运动中，一跃再跃，取得了辉煌的成就。”

大跃进运动中，以“高指标”、“瞎指挥”、“浮夸风”和“共产风”在大躍進中严重泛滥，接连发生的问题使得中共高层开始考虑调整政策。部分中共黨員从1958年11月第一次郑州会议到1959年7月庐山会议前期，希望中共領導調整政策。1958年11月21日至11月27日，中共中央政治局擴大會議在武昌舉行，毛澤東主持會議；會議圍繞人民公社問題和1959年國民經濟計劃安排問題，著重討論高指標和浮誇風問題:24。11月21日，關於《十五年社會主義建設綱要四十條（草案）》，毛澤東說那些數目字根據不足，放兩年再說，不可外傳，勿務虛名而受實禍，虛名也得不了，說你們中國人吹牛；「綱要四十條草案」被擱置:24-25。11月28日至12月10日，在毛澤東主持下，中共八屆六中全會在武昌舉行:29。全會通過《關於人民公社若干問題的決議（草案）》和《關於一九五九年國民經濟計劃的決議（草案）》:29-30。全會還通過《同意毛澤東同志提出的關於他不做下屆中華人民共和國主席候選人的建議的決定》:30。由於嚴重之浮誇風和高估產，1958年徵過頭糧，徵走相當數量之農民口糧和種子糧，致使農村人均糧食消費量下降；輕工業生產和原材料生產嚴重落後，城市副食品和日用消費品供應十分緊張，農村勞動造成極大浪費，國民經濟嚴重比例失調；中共中央和毛雖然看到一些問題，但對問題嚴重程度之估計仍遠遠不足:32。

#### 毛泽东等人的乐观基调
对形势的乐观估计，并不只限于毛泽东本人。湖北省委在传达讨论上海会议精神给中央的报告，对1958年的总结和对1959年的展望中提到，1958年大跃进，“两条经验，一条教训”。两条经验分别是：一、1958年的大跃进为今后工农业高速的发展开辟了道路，造成了大跃进的局势；二、“放手发动群众，一切经过试验”。这是保证多快好省的总路线能够实现的关键。一条教训，是指“胜利冲昏了头脑”。1959年1月26日至2月2日，省市自治區黨委第一書記會議在中南海召開；毛在2月1日和2月2日之講話中，提出完成任務之幾個有利條件，確定1959年仍然是「鼓足幹勁，力爭上游」之一年，為會議定基調；會議各項主要指標仍然居高不下，基本維持武昌會議之指標；毛後來感到後悔:332月毛泽东说藏富于民不见得是坏事，意为粮食是被农民藏起来了。2月27日至3月5日，毛澤東在鄭州專列上持召開中央政治局擴大會議，後稱「第二次鄭州會議」；鄧小平向毛澤東彙報關於人民公社之方針：「統一領導，隊為基礎；分級管理，權力下放；三級核算，各計盈虧；分配計劃，由社決定；適當積累，合理調劑；多勞多得，承認差別」；根據毛澤東意見，會議將「多勞多得」改為「按勞分配」，又加上「物資勞動，等價交換」:193-194。
1959年7月上旬湖北省委经济工作会议上，省委第一书记王任重在总结中强调，1959年必须继续组织大跃进。他说：目前我们的形势是有利的，比去年同期好……现在供应虽然还相当紧张，但是在向好转方面走。为了继续跃进，必须抓住两个问题：1、大力贯彻执行党的各项政策；2、大搞群众运动，插红旗树标兵、抓落后赶先进。说大话是不对的，但革命者要立大志、建大业，因此仍要发扬共产主义风格。

#### 基层干部的异见声音

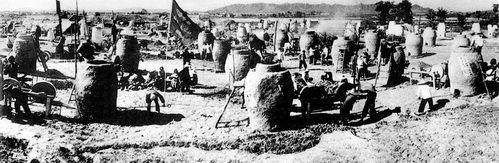
農村的煉鐵爐

但在地、县委书记及一般干部中，有相当一部分人对1958年的大跃进、人民公社化运动有着不同看法。湖北省经济工作会议中有人在小组讨论发言中说：“1958年犯了左倾冒险主义错误。”“去年大办钢铁是‘得不偿失’。”“一面说跃进，一面饿肚皮，怎样也不好解释。”因此，地、县级领导人对1959年的生产指标，都是“保险”、“再保险”，多一斤也不接受。
天津市和平区2400多名科以上党员干部讨论中央紧急指示时，谈出了七大埋怨，其中主要是：埋怨领导好造大计划；埋怨农村工作搞得不好（不给农民自留地，不叫农民自己养猪，弄得人心惶惶）；埋怨宣传工作有毛病，1958年宣传这里大跃进，那里大丰收，结果却不是这样。一般干部和职工中，有人认为，“现在农村粮食紧张和城市副食品紧张都是公社化闹的。”他们提出：“去年取消自留地，今年回复自留地；去年搞食堂，今年散伙；去年搞供给制、几饱，今年按劳取酬，是不是过去搞错了。”并认为，“炼钢劳民伤财、得不偿失”。

#### 庐山会议及“反右倾”斗争
1959年7月，中國共產黨第八屆中央委員會第八次全體會議在江西庐山召开，对1958年高指标政策造成的后果，与会者在认识上出现了分歧。柯庆施等人强调“大跃进”的成绩是主要的，虽然承认出现了一些问题，但并不严重，就整个情况来说不仅不是得不偿失，也不是有得有失，而是得多于失。而持反对意见的时任国防部长彭德怀面见毛泽东未果，遂向毛上“万言书”陈述意见，其中认为：大炼钢铁“有失有得”，引起“比例失调”；影响到了工农之间、城乡之间的关系，“是具有政治性的”，犯错误的原因是“小资产阶级狂热性”等等。同时党内中下层干部也多有怀疑和埋怨，认为大炼钢铁得不偿失、人民公社搞砸了，党外民主人士多有非议，也被苏联“老大哥”认为是错误的。此外，农民对“公社化”和“共产风”也有不满和抵制。庐山会议对1959年经济指标作了调整：钢由1800万吨降为1200万吨，煤由3.8亿吨降为3.35亿吨，粮食由10,500亿斤降为5,500亿斤，棉花由1亿担降为4,620万担。
而在毛泽东看来，这些以及彭德怀的信是在挑战“三面红旗”，动摇全党、全国继续跃进的信心，遂在庐山会议上将彭德怀、黄克诚、张闻天、周小舟打成“反党集团”，继而发动大规模的“反右倾运动”。运动在各省市自治区机关随之展开，历时约半年，产生了一批所谓的“反党集团”、“右倾机会主义分子”。如曾下令解散公共食堂的安徽省委书记处书记、副省长张恺帆，此外福建、青海、湖南、黑龙江、辽宁等地也都有省委书记、省长、副省长、厅局长、地市县长被打为“反党分子”和“反党集团”。这次反右倾运动，打击官员和群众的规模超过了1957年的“反右运动”，据1962年甄别平反时统计，被重点批判和划为“右倾机会分子”的干部和党员有三百几十万人，加上被定为“阶级异己分子”等类名目的人数则更大，截至1962年8月，全国得到平反的干部、党员和群众共六百多万人。据1980年拨乱反正时期的数据，解放军为1959年因对总路线、大跃进、人民公社有意见而被定性为“右倾机会主义分子”、“右倾机会主义错误”或其他“政治帽子”予以平反的有17,212人。反右倾运动的直接后果是，从1958年11月第一次郑州会议后刚刚稍有纠正的高指标、瞎指挥、浮夸风、“共产风”再次刮起，担心政治错误的地方官员几乎无人敢于讲实话，依然强购农粮，终于导致大面积粮荒。经济学家薛暮桥回忆录中提到，“1957年农业大减产，情况极为严重。但公社干部不敢反应农民呼声。”

### 运动结束及后续

从左到右：朱德、周恩来、刘少奇、邓小平、毛泽东（1962年7月）

1960年7月5日至8月10日　中共中央在北戴河举行工作会议，研究中國经济调整问题，确定压缩基本建设战线，保证农业生产等措施。1961年1月14日，中國共產黨第八屆九中全會中，通過「調整、鞏固、充實、提高」方針，或“八字方针”，前国务院副总理谷牧等人认为这宣告了“大跃进”的结束；中共官方认为，中共八届九中全会标志着党的指导思想的重要转变，表明“大跃进”的方针实际上已经停止，国民经济转入调整的轨道。亦有官方观点认为，1960年冬中共中央和毛泽东开始纠正农村工作中的“左”倾错误，大跃进运动被停止。
1962年1月，中共中央召开有省市地县三级干部参加的中央工作会议，共有7118人，因此这次大会又称“七千人大会”。中共中央副主席、国家主席刘少奇向大会提交了书面发言，在1月18日召集的《报告》起草委员会上，彭真点名毛泽东也有错误：“毛主席也不是什么错误都没有。三五年过渡问题和办食堂，都是毛主席批的……现在党内有一种倾向，不敢提意见，不敢检讨错误，一检讨就垮台。如果毛主席的1%、1‰的错误不检讨，将给我们党留下恶劣影响。” 然而周恩来发言要大家承担自己的责任，他说：“个别问题是我们供给材料、情况有问题，应由我们负责，不能叫毛主席负责。……幸亏主席纠正得早，否则栽得跟头更大，要中风。……主席早发现问题，早有准备，是我们犯错误，他一人无法挽住狂澜。”陈伯达很快也发言，向彭真发难：“我们做了许多乱七八糟的事情，是不是要主席负责？……乱搞一气，不是主席的政策。”
国家主席刘少奇于1月27日在大会上作了3个小时的口头报告。在该会上，刘承认了大跃进的结果：“人民的吃、穿、用都不足。为什么不足？这是因为1959、1960、1961年这三年我们的农业不是增产了，而是减产了。减产的数量不是很小，而是相当大。工业生产在1961年也减产了，据统计，减产了40%，或者还多一点。1962年的工业生产也难于上升。”造成局面的原因，刘少奇说：“有些地方的农业和工业减产，主要原因是天灾。有些地方，减产的主要原因不是天灾，而是工作中的缺点和错误。去年我回到湖南一个地方去，那里也发生了很大的困难。我问农民：你们的困难是由于什么原因？有没有天灾？他们说：天灾是有，但是小，产生的原因是‘三分天灾，七分人祸’。” 此外，刘少奇整理口头报告批评说：“大跃进错误严重，这次总结经验是第一次。以后每年要回过头来总结一次，总结一次，修改一次，一直搞它十年，最后做到这个总结符合实际，真正接受经验教训，不再犯大跃进的错误为止。”他还说，历史上人相食，是要上书的，是要下罪己诏的。
1月30日的讲话中，毛泽东带头做检讨，承担中央的责任：“凡是中央犯的错误，直接的归我负责、间接的我也有份，因为我是中央主席。我不是要别人推卸责任，其他一些同志也有责任，但是，第一个负责人的应当是我。” 中共中央书记处是当时处理中央日常工作的机构，负责大跃进政策的具体部署。邓小平作为中央书记处总书记，是书记处的负责人，曾被毛泽东称为大跃进的“副帅”，他代表中央书记处在会议上做了自我批评，認為应该由做具体工作的中央书记处负主要责任。大会还下发了中央书记处向毛泽东和刘少奇写的检讨，但是会上有人提意见，认为中央书记处的检讨不深刻。国务院总理周恩来代表国务院作了自我批评，周恩来说：“对于缺点和错误，在中央来说，国务院及其所属的各综合性的委员会、各综合口子和各部，要负很大责任。计划上的估产高、指标高、变动多、缺口大，基本建设战线过长，权力下放过多、过散，不切实际的、过多过早过急的大办、大搞，等等，国务院及其所属部门，都是有责任的。”他说自己犯下两个严重错误，一个是1959年8月26日在人大常委会上提出了超过实际可能的关于跃进、大跃进、特大跃进的标准，另一个是主持起草了一个关于将轻工业下放98.5％，重工业下放96％的文件，将权力下放过多过散。
1962年初的七千人大会后，“三面红旗”的指导地位下降、“八字方针”地位上升，毛泽东则一度退居二线。随后又于2月下旬召开西楼会议，对国民经济调整起到了重要作用。但时任中国国家主席刘少奇等人对大跃进等政策的批评引起中共党主席毛泽东的不满，中共党内高层意见出现进一步分歧，而后刘少奇、邓小平、陈云、邓子恢等人支持“三自一包”改革措施，遭到毛泽东的反对。因此毛泽东于1963年发动四清运动，为1966年文化大革命的爆发埋下伏笔。也有文献认为，大跃进期间有些地方幹部蛻化變質，違法亂紀，摧殘人命，無法無天，給毛澤東留下很深印象，成為毛澤東以後發動「四清運動」之重要起因:214。

## 运动後果

### 国民经济的全面倒退

#### 工业生产及生态破坏

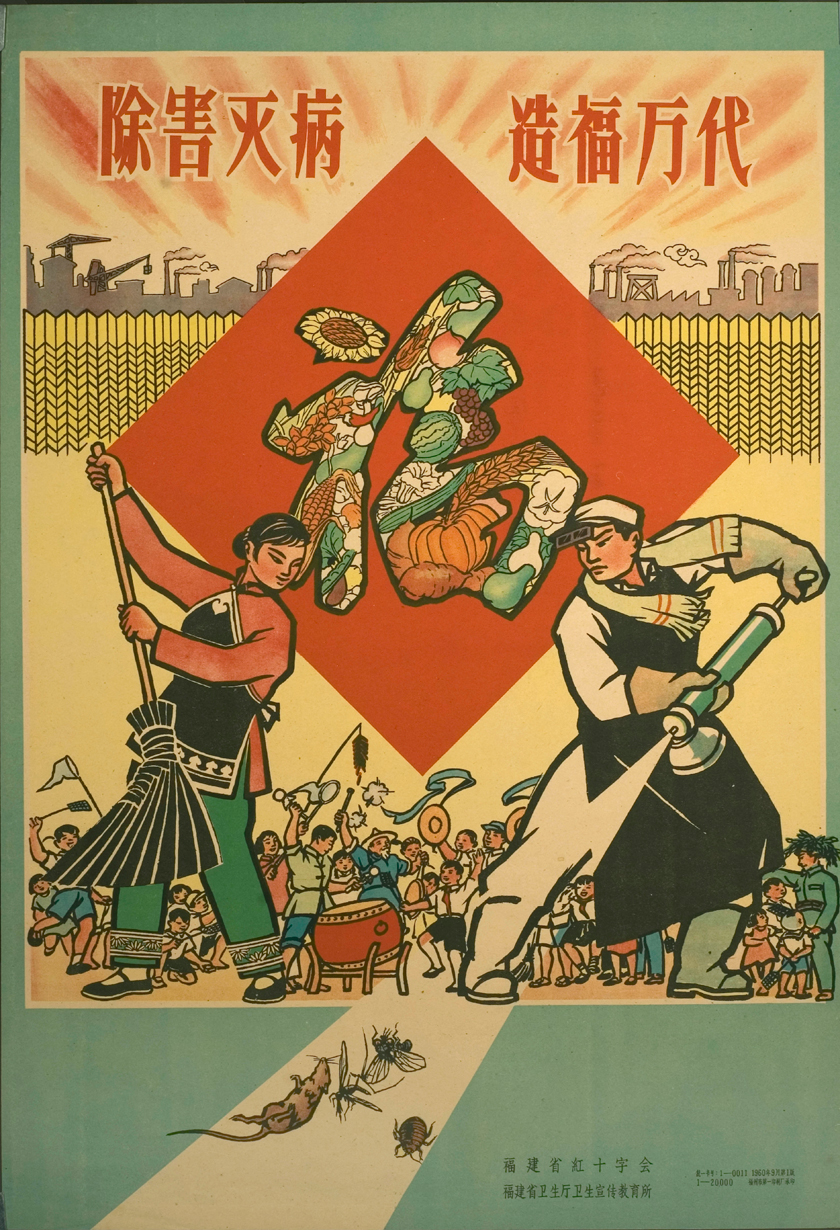
大跃进期间的“除四害”运动

1958年，在公布完成的1,108万吨钢中，合格钢只有800万吨，而1,369万吨生铁中，合格品只有953万吨。据中国国家统计局估算，1958年土法炼钢亏损达50亿元，财政上花费了大量补贴，亦有估计大炼钢铁在全国约损失200亿元。1958年11月-12月中共八届六中全会，根据毛泽东“压缩空气”的精神，将北戴河会议提出的1959年钢产量3,000万吨的指标降低为1,800万吨至2,000万吨。据新华社《内参》报道，从1959年1月开始，钢铁生产的指标，月月都没有完成计划，记者报道说：
|  | 开年以来，全国钢铁生产计划完成的不好。1月份全国产钢77万吨，仅为去年12月份产量的47.7%；产铁142万吨，为去年12月份的51.5%；产钢材52万吨，为去年12月份的83.9%。按今年第一季度钢铁生产计划的要求，全季平均每天应该生产钢33,000吨，铁57,000吨，钢材22,000吨；而实际上1月份每天只生产钢25,000吨，铁46,000吨，钢材17,000吨，比计划欠了很多。 |

1959年钢产量最终为1,387万吨。而“大跃进”对工业产品质量的影响，几乎扩及所有工业部门：国家经委1959年1月27日的一份报告中提到，重点煤矿原煤灰分由原来的百分之十几，增加到20%至30%；玉门油矿运出的原油，其含水率由原来的2%增加到15%至20%。1959年5月26日，时任第一机械工业部部长的赵尔陆向毛泽东报告：最近检查去年底和今年初安排的一批轧钢机，比较普遍地存有质量问题，有的非常严重，甚至不敢交付使用。
而另一方面，“大跃进”时期，生态环境遭遇到中华人民共和国建国以来第一次集中的污染与破坏，技术落后、污染密集的小企业数量迅速增加，使工业结构呈现出了污染密集的重工业化趋势，森林等自然资源遭到过度开发甚至严重破坏。与此同时，大跃进期间在中国大陆大规模展开的“除四害”、“打麻雀运动”亦造成了严重的生态灾难。

#### 经济结构比例严重失调

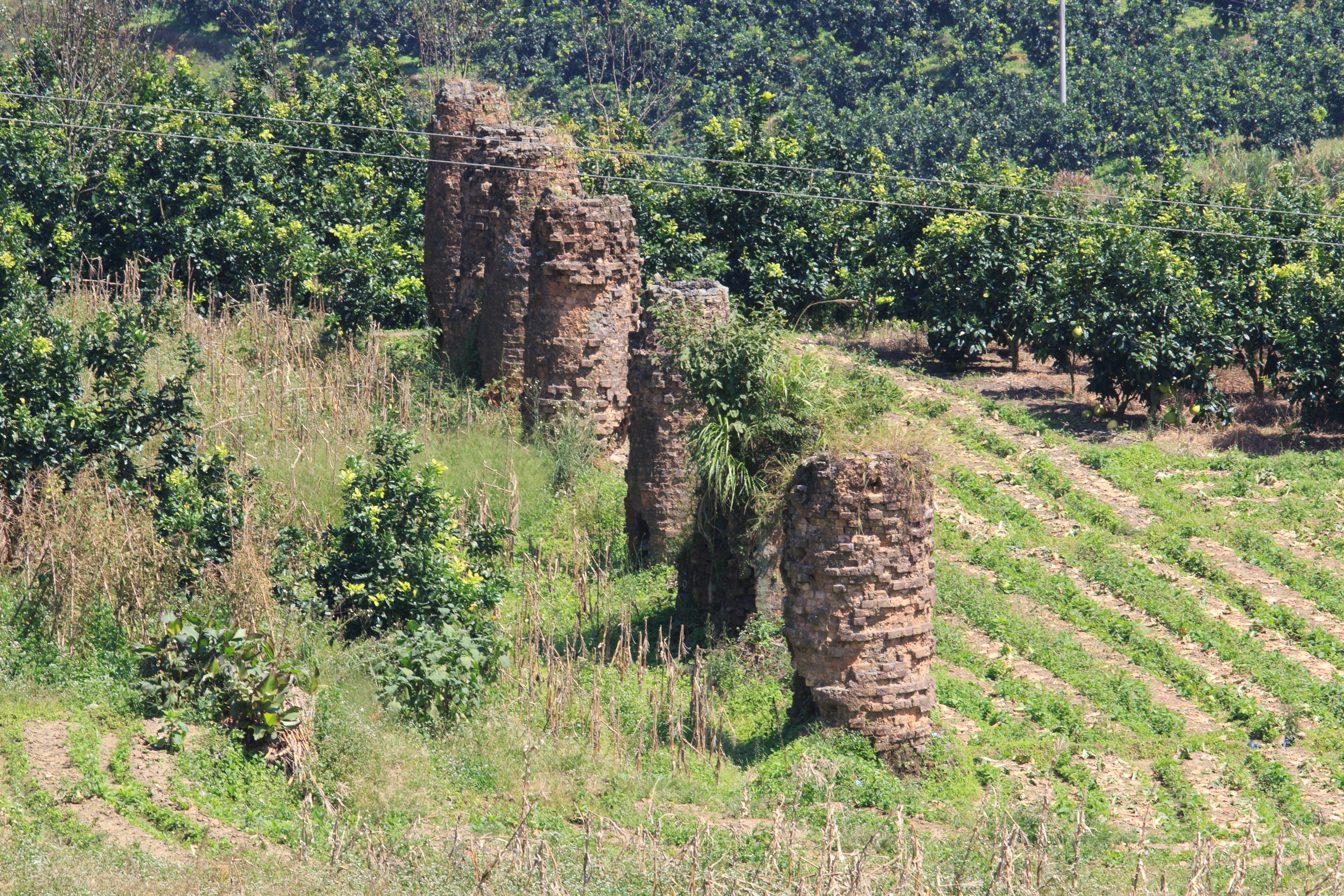
大炼钢铁遗迹现存极少，福建南靖五更寮土高炉群是其中一例

大跃进期间提出了“以钢为纲”、“钢铁元帅升帐”等口号，大搞土法炼钢。为实现钢铁翻番，全国大量基础建设上马。1958年到1960年每年新增基本建设投资都在百亿元以上，1960年达384亿元，比上年增长11%，比1957年增加1.8倍。在基本建设投资总额中，生产性建设投资所占比重都在86%以上（1958年为88%，1959年为86.8%，1960年为86.4%），挤掉了非生产性的建设。工业上单纯追求产量带来诸多负面影响，造成了国民经济比例的严重失调。为保证钢铁生产达标，钢铁工业本身的基本建设规模扩大，与钢有关的煤、电、运输等行业建设也随之增加，导致工业内部失调、全国职工人数猛增，超出国民经济特别是农业负担能力，同时严重削弱了农业，冲击了轻工业和其他事业，加剧了社会商品的供需矛盾。

#### 农牧业产品大幅减产
大跃进的脱离实际导致这场运动难以为继，据统计，1960年粮食实产2870亿斤，比1957年3901亿减少26%以上；棉花实产2126万担，比1957年3280万担减少了35%以上；油料作物实产3405万担，比1957年7542万担减少一半多；猪的年底存栏数为8227万头，比1957年14590万头减少56%；大牲畜年底饲养量7336万头，比1957年的8382万头减少12.5%，整体上退回到了1951年的水平，油料作物仅为1951年的一半。
农村人民公社刮起“一平二调”的共产风，高指标引发的“浮夸风”，以及脱离实际的生产瞎指挥风，强迫命令风和干部特殊化风“五风”共生，加之大办工业、大炼钢铁调用大量劳动力，大片农作物未及時收割，大片田地荒废。中共中央农村工作部保守估计，1958年农作物有10%未收回。大办公共食堂又浪费了大量粮食，致使1958年冬-1959年春个别地区开始断粮，浮肿病开始出现。1960年3月，毛澤東曾為中央寫過指示，提出要堅決制止一平二調之「共產風」，口氣很嚴厲；到10月，「共產風」和其他幾股歪風，對農村生產關係和農村生產力，對農村經濟和人民正常生活造成之極大破壞和嚴重後果，大量暴露出來，1960年之糧食產量下降到2,870億斤，比1957年減少26%以上:211。
与此同时，各地领导干部却恐于被打成右倾，纷纷瞒报不报，中央对于人民公社依然好评连连。然而断粮却使得当年连中南海也受到影响，据时任毛泽东医生的李志绥回忆，中南海裡没有了肉和油，连米和蔬菜都很少见。地方上，为了按浮夸数据征购粮食，出现了抄家、强行搜粮的情况，为补足巨大的数据缺口，农民口粮也被征收，在浮誇數據影響下，粮食净出口从1958年的270万吨增长为1959年的420万吨。然而浮夸带来的巨大的缺口依旧无法弥补，部分人民公社为保留部分口粮和减少损失，以天灾作为藉口，降低了高产量粮数。但全国范围的粮食紧张已经无法挽回，1959-61年间全國食物供应量急剧下降，1959年总供给突然下降了15％，1960和1961年只达到了1958年总供给水平的70％。由于粮食危机的压力，中国1961年进口了450万吨粮食。中國直到1966年才恢复到1958年的粮食生产水平。不過中國共產黨所屬的高級幹部其飲食均受到按級別分配的「特需供應」保護，源于时任国务院副秘书长齐燕铭在1960年7月30日拟订的《关于对在京高级干部和高级知识分子在副食品供应方面给予照顾问题的报告》，11月9日中共中央在转发该报告时将“在副食品供应方面给予照顾”改为“特需供应”。

### 饥荒和大面积非正常死亡

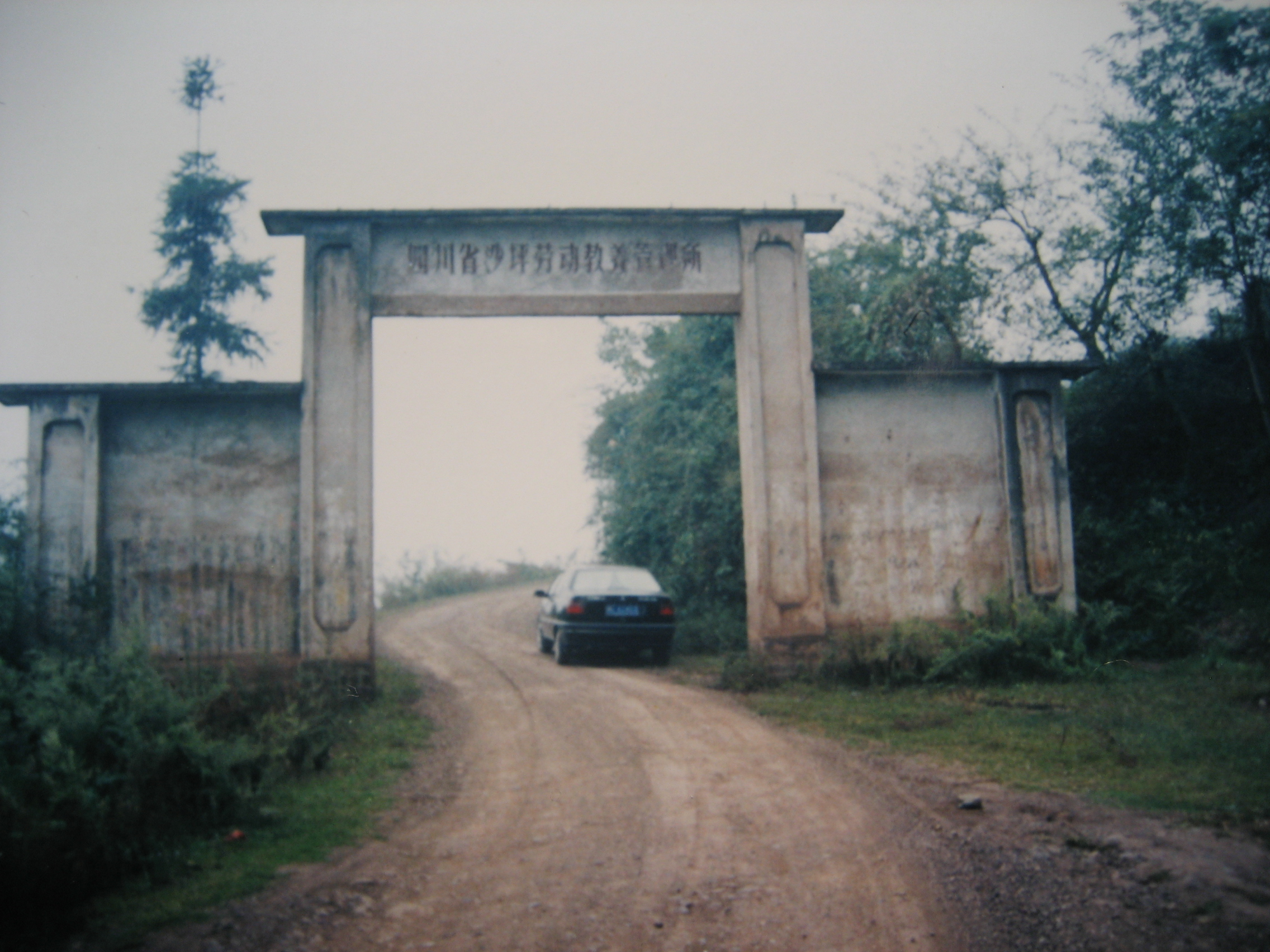
大跃进造成的大饥荒期间，2600余名青少年“劳教犯”丧命于四川省沙坪劳动教养管理所。

1960年1月7日至1月17日，毛澤東在上海召開中央政治局擴大會議，確定1960年鋼產量為1,849萬噸，糧食產量為6,000億斤；會議是在繼續「大躍進」之濃厚氣氛中召開，估計形勢和確定指標都不切實際:163-165。3月24日至3月25日，毛澤東在天津召開中央政治局常委擴大會，反對一平二調，反對颳「共產風」等；糾「左」工作中後退，要求城鄉食堂普遍化，要求城市人民公社普遍化等；提出在工業中試辦托拉斯等:175-181。4月，當時河南信陽地區，已開始出現大量非正常死亡；但是毛澤東卻並不知道，連分管農業之中央書記處書記譚震林也了解不到真實情況:182-183。從1958年冬天起，浮誇風在廬山會議後重新颳起來:183。顯然不是因為搞基本建設和抗旱多用糧食造成大量出現浮腫病和非正常死亡，主因還是「五風」氾濫，徵購過頭糧:186。
1960年6月8日至6月18日，中央政治局擴大會議在上海召開，主要討論第二個五年計劃後三年之補充計劃；工業規模擴大過快，大量農村勞動力流入城市，農村和城市缺糧狀況日趨嚴重；問題是積纍起來，最初被假象掩蓋，一旦發現大面積問題，事情已很難辦；沒有棉花供應，4月上海紗廠停工；毛澤東提出要轉入主動，改變被動局面，決心降低計劃指標:193。進入10月以後，越來越多嚴重情況反映給毛澤東，如一些農村餓死人等；問題使毛吃驚，毛澤東之心思和注意力更多轉回到國內:210。据一些文献描述，從10月開始，毛澤東開始吃素不吃肉；毛澤東對護士長說：「國家有困難了，我應該以身作則，帶頭節約，跟老百姓共同渡過難關，不要給肉吃，省下來換外匯。吃素不要緊。」:210 不過1960年11月9日，中共中央发出指示，对在京高级干部和高级知识分子在副食品供应方面给予照顾，保证了肉、白糖、甲级烟、鸡蛋等食品的「特需供應」。毛澤東看到反映農村嚴重情況之報告越來越多，包括信陽事件之報告，「五風」造成之損失慘重，糧食嚴重減產，農村中餓死逃荒死現象大量出現:214。美国中央情报局在《共产中国的国内危机：至1964年》情报文件第82页中称，毛泽东本人于1961年秋在与英国陆军元帅伯纳德·蒙哥马利谈论中国大陆人口问题时，无意中谈到大饥荒死亡人数，认为1960-1961年间有超过500万人“非正常死亡”。

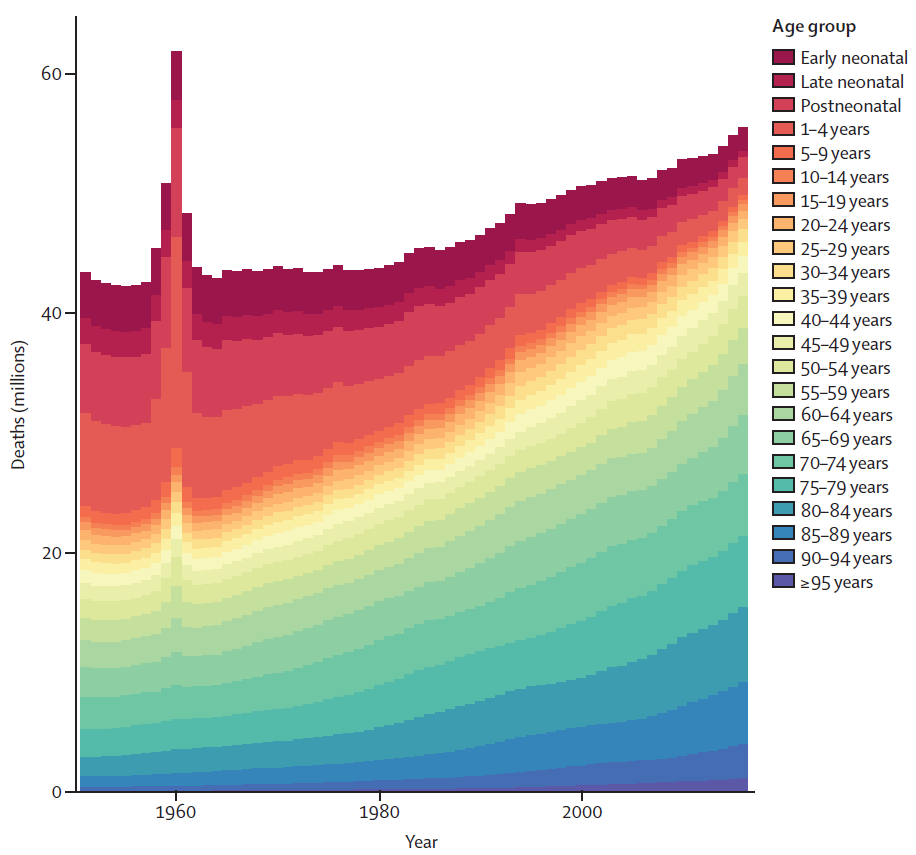
1959年中国大陆进入“三年困难时期”，非正常死亡人口激增。

同时经济困难使得珠三角地区大批人员出逃香港，造成了十室九空的局面，该情况由内参上报中央，震动朝野。全国性饥荒和大面积非正常死亡接连出现，许多地方甚至发生了人吃人的惨剧。关于具体死亡人数，至今未有精确统计数据公布，在2011年1月《中国共产党历史》第二卷以及此前的一些官方出版物中，中国官方承认“1960年全国总人口比上年减少1000万”，但回避了三年大饥荒期间非正常死亡总人数。前粮食部办公厅主任周伯萍在中国社科院人口所讲课时称，他当时和国家统计局局长贾启允、粮食部长陈国栋做了一个电话调查，统计得出死亡几千万，报告送交毛泽东、周恩来，周要求他们销毁。此外，据大多数研究人员估计，中国大陆有1500万至5500万人在这场大饥荒中死亡，按死亡人数而言被广泛视为人类历史上最严重的饥荒，其中仅四川省的非正常死亡人数就达1000万-1200万。
- 中国社科院研究员、公安部人口学专家王维志自1961-1962年起通过研究调查，认为在1959年-1961年三年里，非正常死亡大约3300万－3500万[150][151][159][160]。
- 1985年，法国国家人口研究所所长卡诺（G. Calot）修订之后的数据是，1958－1962年五年非正常死亡人口为2850.9万人，四年少出生3197.85万人，人口总损失6048.8万人[151][161]。
- 1986年，西安交通大學蒋正华教授接受了国家计生委和国家统计局联合下达的课题，以生命表的純統計學方式計算出死亡1700万[149][162]。该数据一般被学界认为是实际人口损失的下限[163]。
- 1987年，美国人口学家、美國人口普查局国际研究中心主任巴尼斯特（J. Banister）估算非正常死亡人数在3000万人左右[164][6]。
- 1989年，中国科学院国情分析研究小组提出，“按保守的估计，因营养不良而死亡约1500万人”（《生存与发展》第39页，科学出版社，1989年）[149][165][166]。
- 1996年，据英国记者杰斯帕·贝克（英语：Jasper Becker）采访披露，前中国经济体制改革研究所所长、中共高层智囊团成员陈一谘表示，体改所曾组织了一支200人的调查队伍，到各省查阅了党内文件和记录，得出大约有4300万-4600万人死于大饥荒，其中河南、安徽、四川、山东和青海5个省份的死亡人数就达到3320万[4][151][167]。此外，在党内高级干部会上，还有人引用了5000万-6000万的死亡人数[150][151][159][167]。
- 1997年，中国國家統計局局長李成瑞发文认为，蒋正华的1700万死亡数字和美国人口学家安斯利·科爾（英语：Ansley J. Coale）的2700万死亡数字最為可靠，兩者綜合考慮取死亡数字2200万人[168]。
- 2000年，前中共中央党史研究室副主任廖盖隆披露，饥荒导致的非正常死亡人数达4000万[149][165]。
- 2005年，前中共中央党校教师余习广经过约20年的档案研究，出版《大跃进・苦日子上书集》，认为大饥荒期间非正常死亡人数达5500万[169][6]。
- 2005年，上海交通大学曹树基教授的研究认为非正常死亡人数在3250万人左右[170][5]。
- 2008年，前新华社高级记者杨继绳出版《墓碑》一书，通过计算认为中国大陆大饥荒饿死约3600万人[3][160][171]。
- 2008-09年，国防大学教授林蕴晖发表研究认为，从1958年到1962年间，中国因大跃进运动导致的非正常死亡人数约在3000万左右[172][5]，早在1958年非正常死亡就已出现，个别省份则延续到1962年（譬如四川省1958-1962年平均死亡率达34.03‰，普通死亡率则仅为7.02‰）[133]。
- 2010年，荷兰历史学家、香港大學教授馮客在2010年9月出版的《毛澤東的大饑荒：1958-1962年的中國浩劫史》指出，他用了4年遍閱全國解封檔案，認為大跃进造成4500万人非正常死亡[6][8][173]。
- 2012年，汕头大学医学院教授李澈发表文章，认为1959-1961三年中国大陆非正常死亡人数是3029.7万，1958-1962五年非正常死亡人数是3456.8万，并认为该结果补充和印证了此前王维志、杨继绳及曹树基、丁抒、林蕴辉等人的结论[174][5]。
- 2013年，江苏师范大学特聘數學教授孙经先在中国社会科学报发表《“中国饿死三千万”的谣言是怎样形成的？》，否认大跃进饿死上千万人口。孙经先认为，大跃进造成的死亡人数应该在250万人以下[175]。其中针对杨继绳的《墓碑》部份引發與杨继绳的論戰[160][176][177][178]。
- 2014年，中国经济学家茅于轼发表论文，认为1959-1961年间中国大陆非正常死亡人数为3600万[179][180]。

### 国际关系
1950年代至1960年代，毛澤東根據國際形勢，實行國際戰略，聯合世界上一切可以聯合的力量，反對美帝國主義政策:191。就在同一时期，陷入意识形态相互挞伐的中苏关系公开破裂：苏共在人民公社化运动、大炼钢铁上都反对中共的政策，毛泽东则对赫鲁晓夫对斯大林的全面清算而极度不满。最终苏共于1960年撤走专家、毁弃援华合約，使中國陷入困难。1960年7月5日至8月10日，北戴河工作會議剛進入討論國內經濟問題；蘇聯政府7月16日照會中國政府，決定召回在中國工作之蘇聯專家，而且不等中國答覆，在7月25日就通知說，在中國工作之全部蘇聯專家都將在7月28日到9月1日期間全部撤走:199-200。7月31日，在毛澤東主持下，周恩來就蘇聯撤走專家和外資問題向會議作報告:201。會議決定，堅決縮短基本建設戰線，集中力量保證重點產品、重點企業和基本建設項目；認真清理勞動力，充實農業戰線，首先是糧食生產戰線；會議還有一項重要決定，就是成立中央局:203。毛泽东为保住颜面，以顶住“苏联大国沙文主义、老子党的压力”为藉口，勒令全国人民束紧裤腰带，提前还债，争气炼钢等为号召，挽回颓势，以争取做和苏联一争高低。只是此时国力已衰弱不堪，出现的只有更大规模的非正常死亡。

## 相关水利工程及洪灾

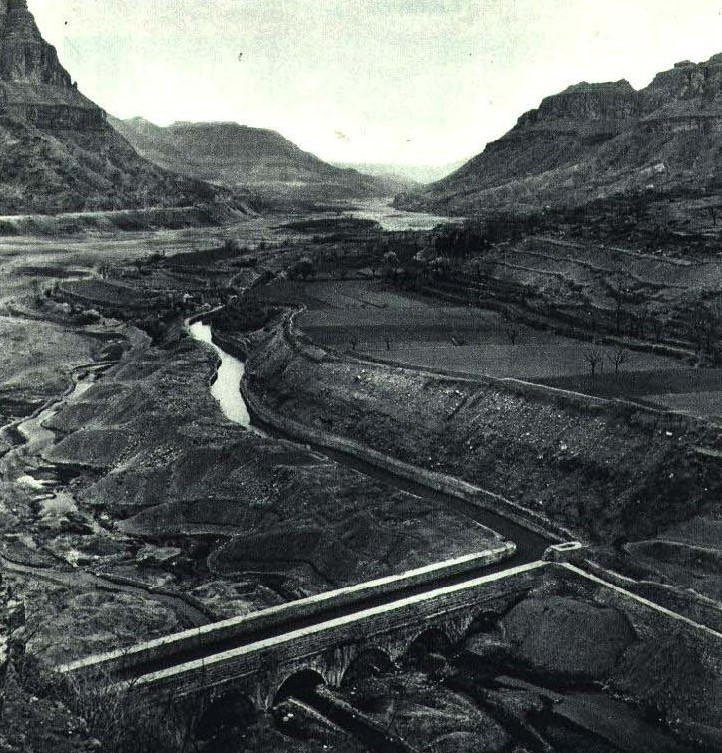
位于河南省林县的红旗渠，始建于1960年大跃进期间。

“大跃进”期间，在群众运动式的水利工程建设高潮中，全国各地处处建水库，但由于不可能每处工程都事先进行正规的库址勘察和工程设计，于是当时的水利部负责人就提出了“以蓄为主、以小型为主、以社办为主”的“三主方针”。1958-1965年间建设水库45410座，其中210座为大型水库，部分水库如黄河三门峡水库的设计和建设获得了苏联专家提供的支持。但多数水库存在严重的质量问题，还有相当一部分在开工后不久就中途停工，有的甚至成了废品，还有些水库选址不当导致没有充足的水源而干涸；譬如1959年7月河北省抚宁县的一场暴雨即冲毁了20座小型水库，而8月辽宁省锦州地区的一场暴雨引发洪水，冲毁了六股河上在建的10座中型水库，冲断了当时的交通命脉京沈铁路，引起全国震动。在大跃进之后的1960年代和1970年代里，每年全国亦有许多粗制滥造的水库垮塌，仅1973年就垮掉了500多座，1974年又垮了300多座，1975年即发生了历史上最重大技术灾难之一“河南‘75·8’水库溃坝”。还有学者认为，当时一些地区出现了水利化运动或“水利大跃进”，导致农业劳动力突然匮乏、粮食歉收，加重了大饥荒；譬如江苏省一度有约690万人在参与兴修水利（占全省劳动力总数43%），安徽省则有超500万民工被迫上了水利工地，而山东省1959年秋冬有887万青壮年去修水库。
但对于大跃进时期兴修的水利工程，存在一定争议。1960年10月3日，陈云致信毛泽东说：“去年水利大军多了些，吃粮多了些，工程项目多了，这是今后应该注意的。但是，如无去年（包括大跃进以来）的大搞水库，今年鲁冀两省淹掉的土地不是现在的各一千多万亩，而必然是各三千多万亩。免灾所得的粮食比水利大军吃掉还多些。所以去年水利搞多了，应作为教训，但看来不宜深责。” 前水利部副部长、中组部常务副部长李锐则用“灾难”二字来概括大跃进时期的水利建设，而大跃进时期毛泽东也听取了李锐的意见，当时未启动三峡工程。2009年《共和国部长访谈录》一书记录，前水利部部长钱正英认为“‘大跃进’对有些地区危害很大，但也推动了山区的水利建设，在山区，以蓄为主，修建水库，是没有问题的。现在一些中小型地方办的水库，基本上都是‘大跃进’搞的，许多水库至今还在发挥作用。但是，‘大跃进’时的许多水利工程也存在不同程度的质量问题。以后在这个基础上，不断地改进、加固，还是起了很好的作用。” 2009年有中国大陆学者指，学术界主流意见认为大跃进期间的“水利化运动有得有失，得大于失，成绩是主要的，但也有不少失误和值得汲取的教训”，但同时也有意见认为“大跃进时期的水利建设有得有失，失误太多，得不偿失；在肯定成绩的同时，强调水利建设运动中的重大失误和严重不足。”

### 河南“75·8”水库溃坝

河南“75·8”水库溃坝洪水淹没范围

1975年8月，台风尼娜为河南等地带来暴雨，最终引致河南“75·8”水库溃坝，驻马店地区板桥、石漫滩两座大型水库，以及数十座中小型水库同时垮坝溃决，约30个县市、1,700多万亩农田被淹，1,000多万人口受灾，约24万人非正常死亡，倒塌房屋500余万间（一说680万间），冲走耕畜30.23万头、猪72万头，京广线被冲毁102公里。2005年该事件被美国《探索频道》评为世界历史上最重大的人为技术灾难第一名。
前水利电力部部長錢正英說：「這是中華人民共和國成立以來受災面積最大、死亡人數最多的水災，是水利工作最慘痛的教訓。」
2012年8月1日，中华人民共和国国务院总理温家宝在河南考察黄河防汛工作时强调，1975年8月，河南南部淮河流域受台风影响造成特大暴雨洪灾，导致板桥、石漫滩等水库垮坝，造成重大损失，我们不能忘记这个沉痛教训。这是中国国家领导人第一次明确地提及此事。

### 安康特大洪灾

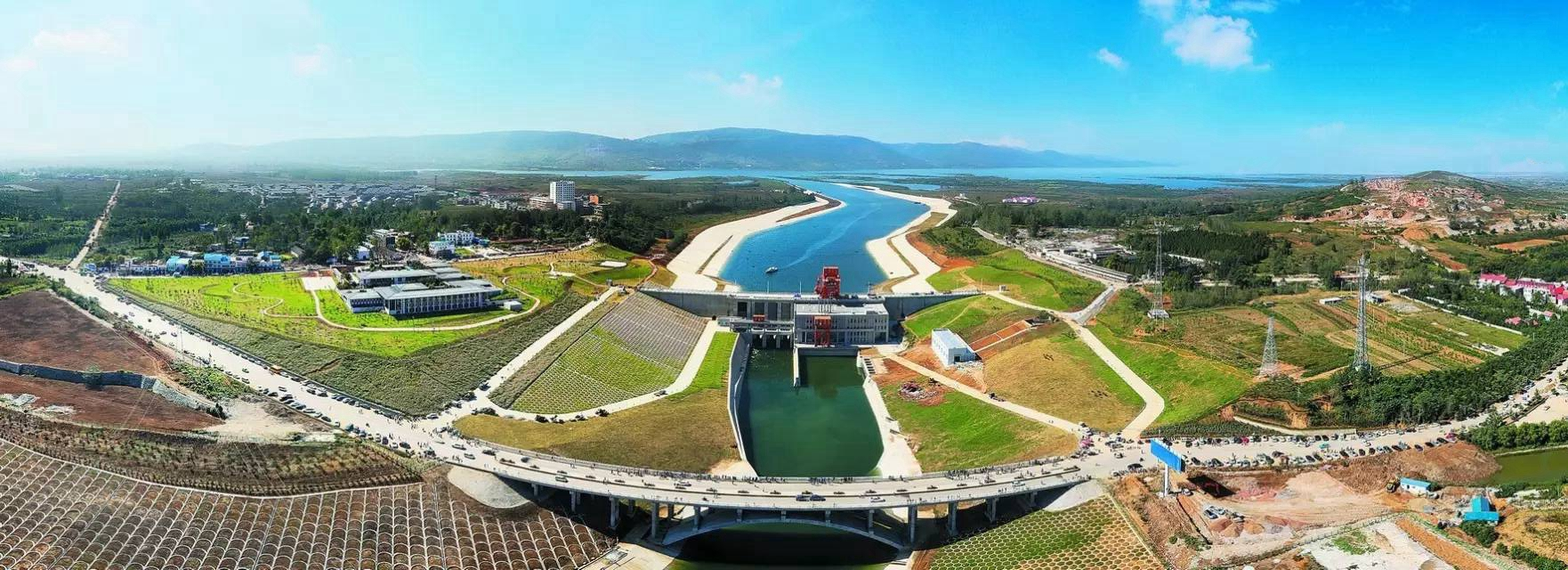
位于河南省的丹江口水库（1958年大跃进期间开始兴建）的标志性建筑陶岔渠

1983年7月31日，陕西省安康市发生特大洪灾，导致安康几乎全城被毁，共造成870人死亡、89,600人受灾，经济损失4亿余元人民币。此次洪灾的成因除汉江流域连日大暴雨等自然因素以外，修建于大跃进时期的丹江口水库使得安康下游的河槽不断淤积抬高，最终导致了江流不畅乃至下游倒灌。而丹江口水库的修建和蓄水，还人为致使包括龙城、李官桥镇以及武当山下的玉虚宫、净乐宫等等在内的文物古迹被淹没。

### 1969年长江洪水
此次洪灾中，安徽省桐城市邻近的汪洋水库溃坝造成至少上百人死亡。该水库兴建于1958年的“大跃进”时期，库容并不大，修建的目的主要是为了防洪与灌溉，虽然水库的坝高达到20多米，但并没有兴建相应的蓄放水闸门，水库放水主要通过开敞式溢洪道，属于低标准水库。
此外，湖北省黄石市的富水水库（兴建于1958年）溢洪道一号闸失事，造成20人死亡、54人受伤，造成2.3万公顷农田受灾事，上万间房屋倒塌。

## 各方评价

### 中共官方
1981年6月，中国共产党第十一届中央委员会第六次全体会议一致通过《关于建国以来党的若干历史问题的决议》，认为：
由于对社会主义建设经验不足，对经济发展规律和中国经济基本情况认识不足，更由于毛泽东同志、中央和地方不少领导同志在胜利面前滋长了骄傲自满情绪，急于求成，夸大了主观意志和主观努力的作用，没有经过认真的调查研究和试点，就在总路线提出后轻率地发动了“大跃进”运动和农村人民公社化运动，使得以高指标、瞎指挥、浮夸风和“共产风”为主要标志的“左”倾错误严重地泛滥开来。...... 主要由于“大跃进”和“反右倾”的错误，加上当时的自然灾害和苏联政府背信弃义地撕毁合同，我国国民经济在1959年到1961年发生严重困难，国家和人民遭到重大损失。
中共中央副主席林彪也曾向家人表示过对毛泽东大跃进时期政策的不满，虽然公开为“三面红旗”、大跃进辩护，但私下里说毛泽东“凭空想胡来”、“说绝了，做绝了，绝则错”，并说彭德怀在1959年庐山会议给毛泽东的“万言书”是正确的，就是急了点。2021年11月，中国共产党第十九届中央委员会第六次全体会议通过《关于党的百年奋斗重大成就和历史经验的决议》，认为：
遗憾的是，党的八大形成的正确路线未能完全坚持下去，先后出现“大跃进”运动、人民公社化运动等错误，反右派斗争也被严重扩大化。面对当时严峻复杂的外部环境，党极为关注社会主义政权巩固，为此进行了多方面努力。然而，毛泽东同志在关于社会主义社会阶级斗争的理论和实践上的错误发展得越来越严重，党中央未能及时纠正这些错误。毛泽东同志对当时我国阶级形势以及党和国家政治状况作出完全错误的估计，发动和领导了“文化大革命”......

### 外国政府

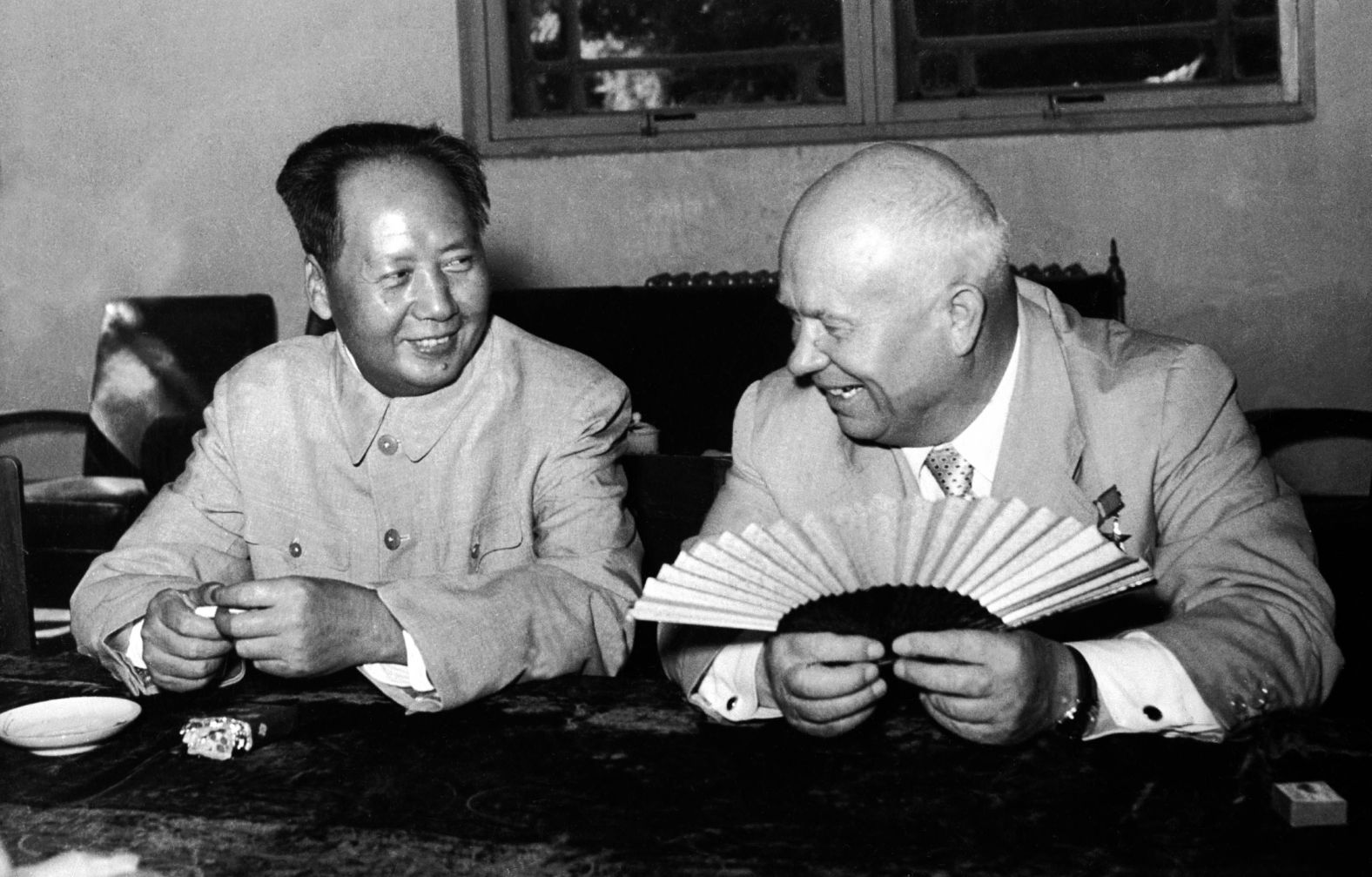
毛泽东与赫鲁晓夫（1958年）

前苏联领导人赫鲁晓夫在回忆录中写道:“我们感到有必要向我们自己党内解释一下这个问题，应该指出大跃进的危险性和自相矛盾的地方。尤其当西伯利亚有些地区的党委会也接受了中国人的这些做法时，我们更感到有这么做的必要。我们决定在二十一大上提出这个问题，目的是为了稳定我们七年计划的基础。在向大会作的主要报告中，我努力想加强我们党的领导人的抵制能力，不使他们受到盲目模仿中国人所采取的经济措施的诱惑。” 而1959年，毛泽东将赫鲁晓夫讲话材料批给中联部部长王稼祥时说:“我写了几句话，其意是驳赫鲁晓夫的。将来我拟写文宣传人民公社的优越性。一个百花齐放，一个人民公社，一个大跃进，这三件，赫鲁晓夫们是反对的，或者是怀疑的。我看他们是处于被动了，我们非常主动，你看如何？这三件要向全世界作战，包括党内大批反对派和怀疑派。” 此后，双方在这些问题上的斗争，成为中苏交恶以致最后分裂的一个重要原因。

中国大陆出生率和死亡率年表。大跃进时期出现大饥荒，人口出生率骤降、死亡率激增，其中1960年前死亡率一度超过出生率。

美国中央情报局（CIA）1961年4月的报告第1页中提到：“因为经济上的管理不善，尤其因为两年以来的恶劣天气，造成1960年的粮食产量不比1957年更多——但同比约有5千万新增人口需要喂养。大规模的饥荒似乎还未发生，但是在某些省区很多人正遭受着营养不良......‘大跃进’造成的人口迁移以及苏联专家的撤离扰乱了中国的工业化进程。” 1962年5月，中情局的更新报告第1-3页中提到，由于“大跃进”等一系列拙劣激进政策、不良天气和苏联专家撤离，中国大陆出现经济混乱、外贸下降、工厂停工、科教发展受阻、工农业产量骤降，数百万人严重营养不良，出现大范围饥荒；同年9月，中情局的更新报告第1-2页中提到，1958年以来共产中国人口死亡率激增、出生率下降、人口增长率下降，且死亡率远超此前估计，原因是严重食物短缺所导致的营养不良、抵抗力下降以及能量流失。1964年7月，中情局的更新报告第81-82页中提到，1960-61年数个受灾省份爆发了大规模民众暴动：
进一步说，中国东部和北部受灾地区严重食物短缺所造成的饥荒，是导致民众暴动的基本原因。尽管共产中国的领导人极力否认饥荒发生，但各方面的大量证据显示，这一时期因营养不良而导致的疾病（如水肿和肝炎）大范围爆发，造成死亡率激增。西藏文件显示，1960-1961年冬季，中国第一军百分之十的军人有家属“非正常死亡”，佐证了周恩来于二月份所述的“生存条件艰难”。 此外，毛泽东本人认为（1961年10月在与伯纳德·蒙哥马利谈论共产中国人口问题时，无意中谈到），1960-1961年共有超过500万人“非正常死亡”。 
该中情局报告自第83页起提到，对于“大跃进”的巨大失败和其所带来的灾难性后果，中共政府试图将大部分责任归咎于自然灾害（将其称为“百年难遇”）并努力为毛泽东和中共中央脱责，但自然现象本身无法解释中国北部和东部受灾地区对政治和经济管控的崩溃；此外，亦有大批地方干部甚至省部级官员被当作“替罪羊”遭到撤职和清算，包括山东、河南、甘肃等省份的省委第一书记，以体现“毛主席永远正确”。

### 学术界

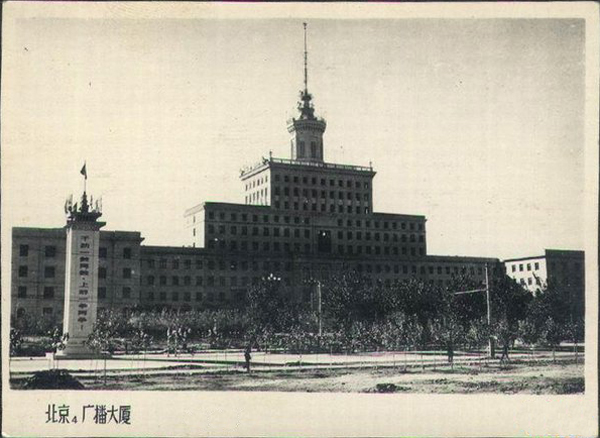
北京广播大厦（1959年）及一旁的大跃进标语“干劲一鼓再鼓，上游一争再争”。

- 诺贝尔经济学奖得主、印度经济学家阿马蒂亚·森认为，大跃进的失败导致1958-1961年历史上最大规模的饥荒，造成了约3000万人死亡，而政府的错误政策持续了三年未被纠正，是因为没有议会里的反对党，没有新闻自由，也没有多党制选举——事实上，正是由于这种缺乏挑战，使得这些严重缺陷、每年杀害数百万人的政策得以延续[214][69]。
- 澳大利亚历史学家罗斯·特里尔认为，“1958年是年老的毛泽东把军事精神注入政治的第一次努力的一年。”、“他把5亿农民赶进了2.4万个人民公社的集体生活之中。他不仅想使经济发展的速度加倍，而且试图改造人们的灵魂。他要让中国人民相信，革命并不是像其本身所表现出来的，是来自上面的一种压力形式，而是人们发自道德选择的绚丽花朵。”、“‘大跃进’实际上是一种发展的思想，但它不是清晰、一致同意和具体详细的发展计划。”、“‘大跃进’的整个思想讽刺意味十足，它是一位知识分子试图改造外部世界的典型的事例，这股改造世界的动力只是他一时头脑发热产生的幻想。”[215]
- 荷蘭歷史學家馮客认为，“脅迫、恐嚇、系統性暴力構築了大躍進的基礎……這是人類歷史上最大規模的一次有預謀的大屠殺。”[216] 馮客在其编著的《毛泽东的大饥荒：1958-1962年的中国浩劫史》一书中提到，根据公安部门同期整理的报告以及大跃进最后几个月中共汇编的内部报告显示，1958年到1962年期间，中国至少有4500万人非正常死亡[217]。
- 美国经济学家德怀特·珀金斯认为：“数额巨大的公共投资最终只带来非常微小的经济效益，甚至毫无效益……简而言之，大跃进是中国历史上耗费巨大的一次灾难。”[218][219]
- 历史学家宋永毅认为，“大家都知道，1962年刘少奇曾经在毛泽东游泳池畔建言，要求毛泽东改变农村政策，他说，中国各地因为人相食已死了那么多人，你我是要上书的，这意思是‘人相食’肯定被记载到历史之上。中国历史并非不曾发生‘人相食’现象，但是，历史前例总是与两种事变联系在一起。其一是天灾，...其二是发生战乱，...... 但是，不应该的是中国在1958年到1962年大跃进-大饥荒时期并无发生战争，刘少奇当时称大饥荒起因是‘三分天灾，七分人祸’，目前研究大跃进-大饥荒的学者则认为，当时是‘一分天灾，九分人祸'，也就是人祸为首，这是不可饶恕的一段历史！”[220]
- 英国历史学家菲利普·肖特认为，大跃进是毛泽东在中国全面转型时期所做的乌托邦的梦，而大跃进的结果是“毛泽东史诗般努力改造中国所留下的人为废墟”[221]。
- 对于“毛泽东的理想主义”是发动大跃进的动机、大跃进的失败“不是毛泽东的个人品质问题”“大跃进的错误毛泽东虽然有责任，但更主要的是体制的缺陷”的观点，历史学家朱学勤认为，体制当时对毛泽东的狂想有本能的抵制，当时的国家主席刘少奇曾与毛泽东发生激烈争论，所以用体制或用毛泽东个人的善良愿望，来原谅三年里饿死了三千万人是说不过去的[221]。历史学家余英时认为，毛泽东也许年轻时曾经是理想主义者，但在他进入权力核心后，理想就退居其次了，而保证他的意志和领袖地位不受阻挠则成为最重要的[221]。
- 中国政治学家张鸣认为，“在那时，有关高等教育自身的跃进也是不让他人专美于前，跟土高炉炼钢铁一样，同样充满了刺激和荒诞。...... 最了不起要属武汉大学物理系，人家成立了一个攻关小组，要在短时间内破除“旧”的物理体系，把从牛顿到爱因斯坦的所有定理、公式一扫而光，在几周内‘建立世界一流的具有武大独特风格的新物理体系’。...... 历史是面镜子，时常可以从里面照见我们现在的自己。”[222][223]

## 拓展阅读
- 錢學森：《農業中的力學問題》，發表於《知識就是力量》1959年第8–9期合刊
《農業中的力學問題》宣稱「我們算了一下，一年中落在1畝地上的陽光，一共折合約94萬斤碳水化合物。如果植物利用太陽光的效率真的是百分之百，那麼單位面積幹物質年產量就應該是這個數字，94萬斤。（页面存档备份，存于）
- 王凡：《田家英之死》，《羊城晚报》，2010年10月9日。
- 萧冬连：《求索中国：文革前十年史》，红旗出版社，北京，1999年。《共和国年轮（1961）》，河北人民出版社，石家庄，2001年。
- 李锐：《大跃进亲历记》，上海远东出版社，1996年首版；南方出版社，海口，1999年再版。《庐山会议实录》，北京春秋出版社、长沙湖南教育出版社，1989年；郑州河南人民出版社1994年再版。
- 谢春涛：《大跃进狂潮》，河南人民出版社，郑州，1990年。《庐山风云》，中国青年出版社，北京，1996年。
- Roderic MacFarquhar:《文化大革命的起源第二卷·大跃进（1958-1960）》，河北人民出版社，石家庄，1989年。（英文版于1982年出版）
- 丁抒：《人祸》（1988-1989年在香港《九十年代》连载）2005年《九十年代》杂志社出版单行本。
- 曹树基：《大饥荒：1959——1961年的中国人口》时代国际出版有限公司，香港，2005年。
- 贾斯柏·贝克（英语：Jasper Becker），姜和平译：《饿鬼：毛时代大饥荒揭秘》，明镜出版社，香港，2005年。
- 费利克斯·格林. A Curtain of Ignorance: China: How America Is Deceived. （London: Jonathan Cape，1965）
- Mao: The Unknown Story（中文版《毛澤東：鮮為人知的故事》開放出版社，香港，2006）
- 楊繼繩：《墓碑——中國六十年代大饑荒紀實》，原題《永久的墓碑》，2008年香港出版。（英法德日文版於2012年出版）
- 楊繼繩：《关于大饥荒年代人口损失的讨论》，《炎黄春秋》2014年第9期第77页，炎黄春秋杂志社出版
- 東夫：《麥苗青菜花黃─大饑荒川西紀事》，田園書屋，香港，2008年出版。
- 喬培華：《信陽事件》，開放出版社，香港，2009年出版。